# Liste der Biografien/Hos
Liste der Biografien |
Portal Biografien |
Personensuche
# |
A |
B |
C |
D |
E |
F |
G |
H |
I |
J |
K |
L |
M |
N |
O |
P |
Q |
R |
S |
T |
U |
V |
W |
X |
Y |
Z |
?
 
Ha |
Hd |
He |
Hi |
Hj |
Hk |
Hl |
Hm |
Hn |
Ho |
Hr |
Hs |
Ht |
Hu |
Hv |
Hw |
Hy
 
Hoa |
Hob |
Hoc |
Hod |
Hoe |
Hof |
Hog–Hok |
Hol |
Hom |
Hon |
Hoo |
Hop |
Hoq |
Hor |
Hos |
Hot |
Hou |
Hov |
How |
Hox |
Hoy |
Hoz
Die Liste der Biografien führt alle Personen auf, die in der deutschsprachigen Wikipedia einen Artikel haben. Dieses ist eine Teilliste mit 523 Einträgen von Personen, deren Namen mit den Buchstaben „Hos“ beginnt.

## Hos

### Hosa
- Hosack, David (1769–1835), US-amerikanischer Arzt und Botaniker
- Hosack, Everett (1902–2004), US-amerikanischer Senioren-Leichtathlet
- Hosaeus, Hermann (1875–1958), deutscher Bildhauer und Medailleur
- Hosaeus, Karl (1892–1964), österreichischer Förster und Maler
- Hosaeus, Lizzie (1910–1998), deutsche Malerin, Graphikerin, Illustratorin und Keramikerin
- Hosah, Yonas al (* 1990), saudischer Leichtathlet
- Hosaka, Kazunari (* 1983), japanischer Fußballspieler
- Hosaka, Mamoru (1920–2016), japanischer Computerpionier
- Hosaka, Nobuto (* 1955), japanischer Politiker
- Hosaka, Nobuyuki (* 1970), japanischer Fußballspieler
- Hosaka, Tsukasa (1937–2018), japanischer Fußballspieler
- Hōsako, Kaori (* 1988), japanische WrestlerinKaori Hōsako (* 1988)

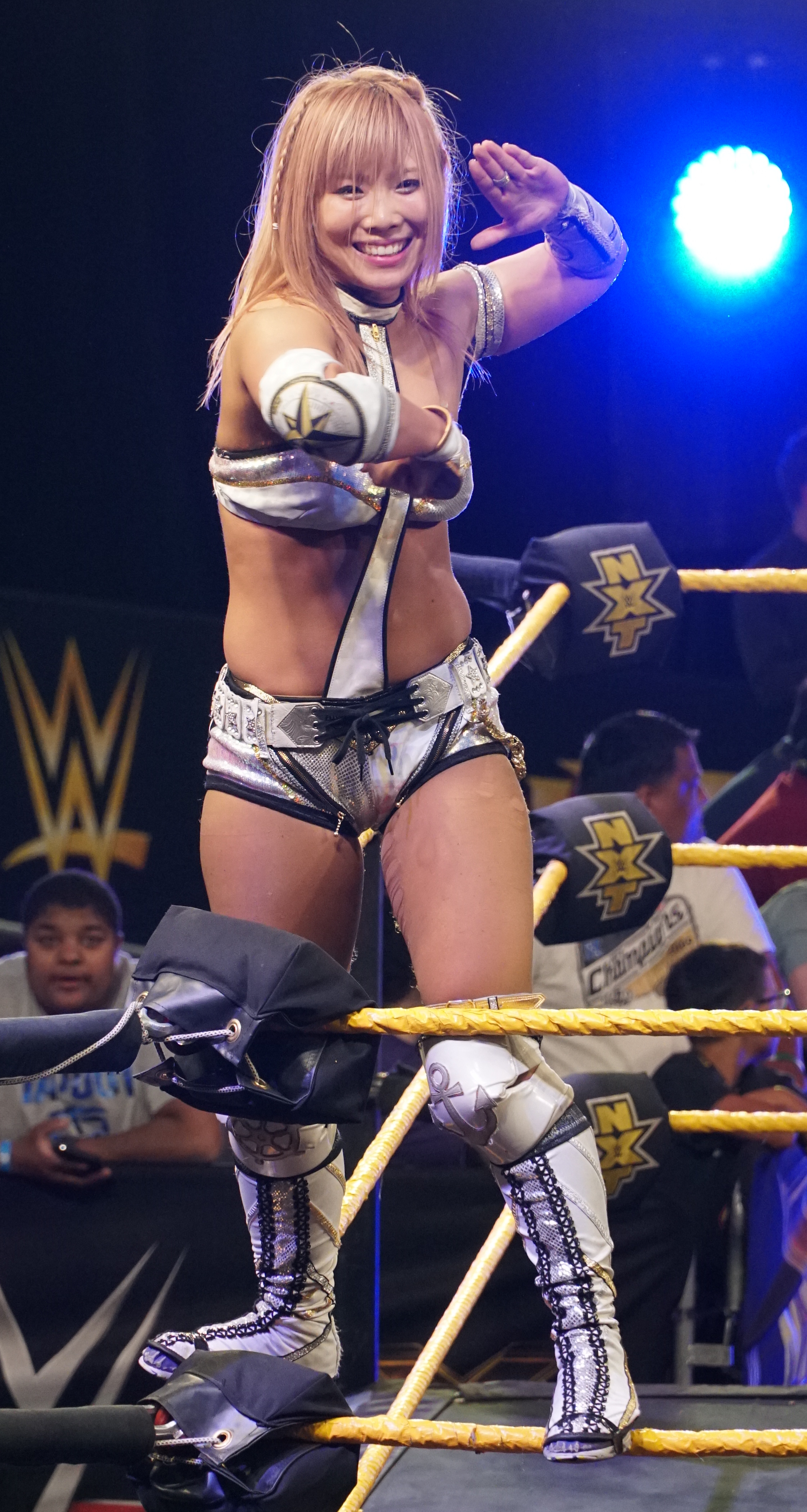
Kaori Hōsako (* 1988)

- Hosalla, Hans-Dieter (1919–1995), deutscher Komponist und Bühnenmusiker
- Hosang, Andreas (* 1956), deutscher Schauspieler und Synchronsprecher
- Hosang, Jacob (1840–1927), deutscher Landwirt, Grubenbesitzer und Politiker (NLP), MdR
- Hosang, Maik (* 1961), deutscher Philosoph, Hochschullehrer, Zukunftsforscher und SozialökologeMaik Hosang (* 1961)

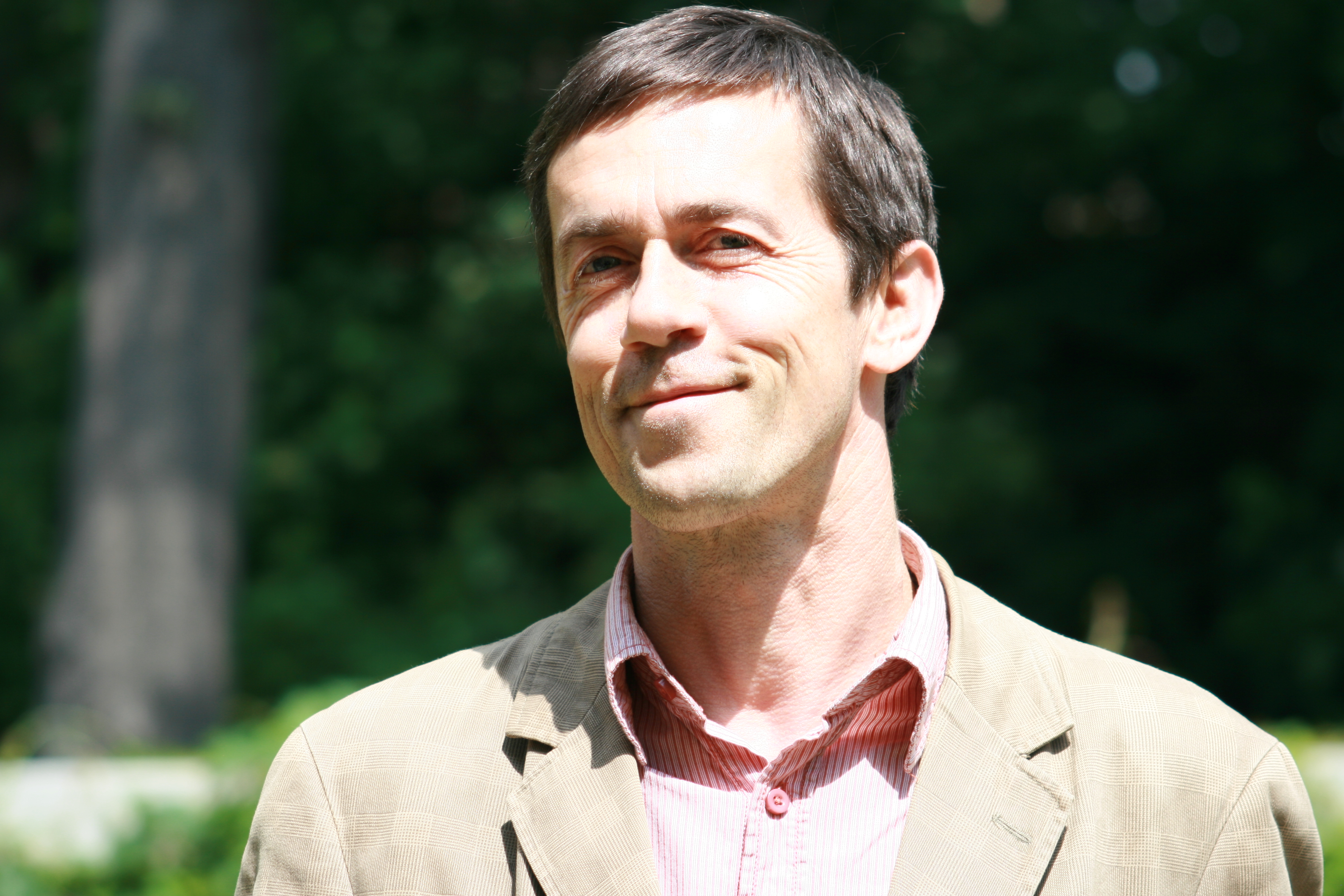
Maik Hosang (* 1961)

- Hosani, Fatima al- (* 1998), Leichtathletin aus den Vereinigten Arabischen Emiraten
- Hosanski, Nathan (1914–1944), französischer Rabbiner und Widerstandskämpfer
- Hosäus, Wilhelm (1827–1900), deutscher Bibliothekar, Schriftsteller und Theologe

### Hosc
- Hosch, Barbara (* 1980), Schweizer Skeletonpilotin
- Hösch, Edgar (* 1935), deutscher Historiker
- Hosch, Fabian (* 2003), deutscher Volleyballspieler
- Hösch, Finn (* 2003), deutscher Skibergsteiger
- Hösch, Friedrich Carl (1836–1888), deutscher Lithograf, Illustrator, Maler und Grafiker
- Hosch, Karl (1900–1972), Schweizer Maler, Zeichner und Grafiker
- Hosch, Kaspar (1859–1936), österreichischer Politiker (CS), Abgeordneter zum Nationalrat, Mitglied des Bundesrates
- Hosch, Ludwig (1859–1930), deutscher evangelischer Theologe und Superintendent
- Hosch, Paul (1886–1975), Schweizer Architekt, Grafiker und Kunstgewerbler
- Hosch, Tobias (* 2001), deutscher Volleyballspieler
- Hösch, Vivian (* 1991), deutsche Behindertensportlerin
- Hosch, Wilhelm Ludwig (1750–1811), deutscher pietistischer Theologe und Kirchenlieddichter
- Hoschaja, jüdischer Schriftgelehrter
- Hoschea, König von Israel
- Hoschedé, Alice (1844–1911), Zweite Ehefrau von Claude Monet
- Hoschedé, Ernest (1837–1891), französischer Unternehmer, Kunstsammler und Kunstkritiker
- Hoschedé-Monet, Blanche (1865–1947), französische Malerin
- Hoscheit, Jean-Marc (* 1958), luxemburgischer Politikwissenschaftler und Diplomat
- Hoschek, Gertrud von (1910–1998), deutsche Kinderschauspielerin
- Hoschek, Lena (* 1981), österreichische ModedesignerinLena Hoschek (* 1981)

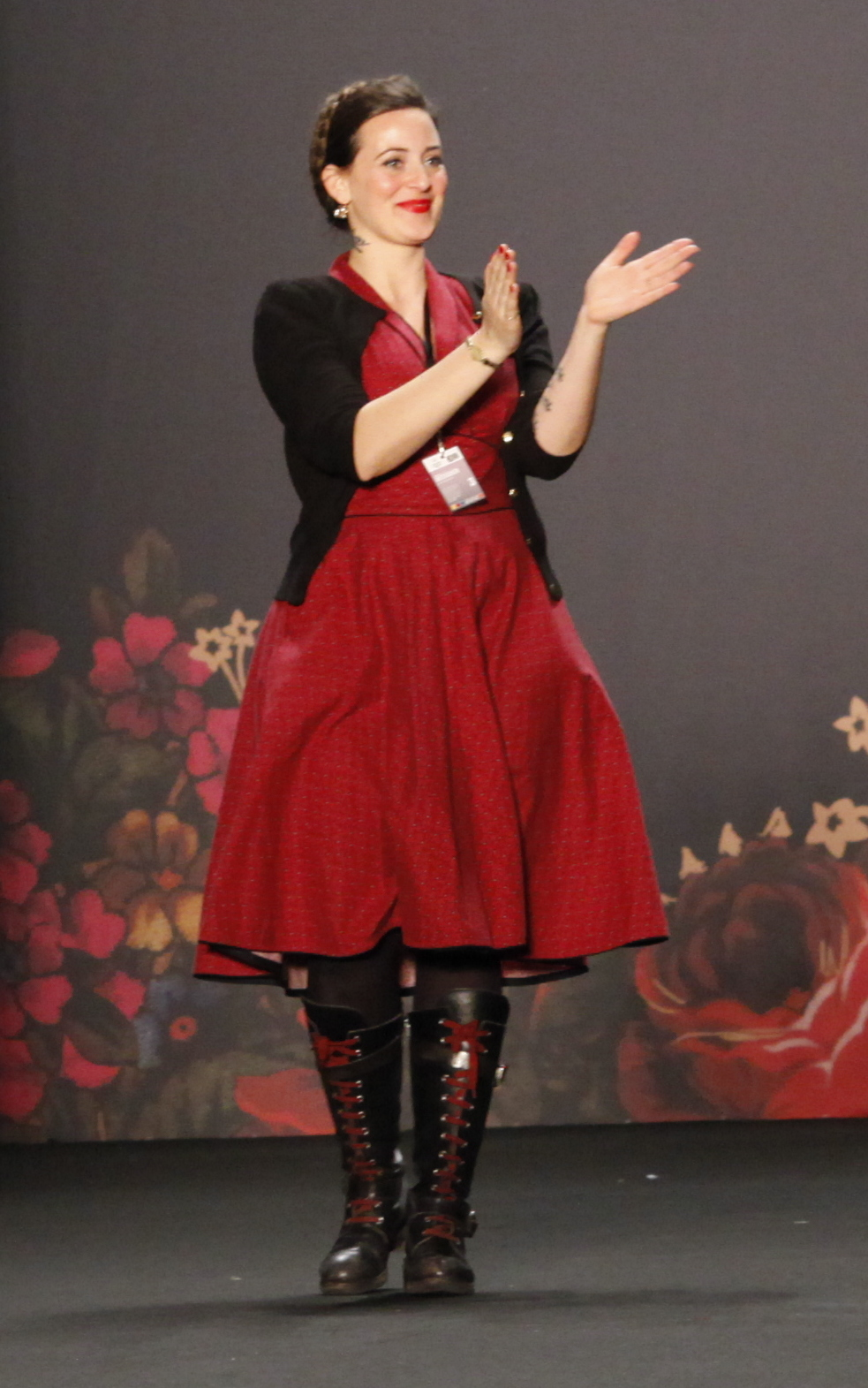
Lena Hoschek (* 1981)

- Hoschek-Mühlhaimb, Rudolf (1887–1960), österreichischer Kunstsammler
- Höschel, Christoph Caspar (1744–1820), deutscher Präzisionsmechaniker
- Höschel, David (1556–1617), deutscher Humanist
- Höschel, Mathias Edwin (* 1967), deutscher Politiker (CDU) und Mitglied des Bundestages
- Höschel-Bellmann, Astrid (* 1957), deutsche Schauspielerin, Dozentin, Grafikerin und Malerin
- Höschele, Regina (* 1981), deutsche Klassische Philologin
- Höschele, Wilhelm (1840–1908), württembergischer Oberamtmann
- Höscheller, Samuel, Schweizer Stuckateur und Goldschmied
- Hoscher, Dietmar (* 1962), österreichischer Politiker (SPÖ), Abgeordneter zum Nationalrat, Mitglied des Bundesrates
- Hoschke, Heinrich (1811–1861), deutscher Lehrer, Autor und Politiker
- Höschle, Adolf (1899–1969), deutscher Fußballspieler
- Höschle, Gottfried (1811–1867), deutscher Verwaltungsbeamter
- Höschle, Otto (* 1952), Schweizer Schriftsteller, Übersetzer, Theatermacher und ehemaliger Delegierter des IKRK
- Hoschna, Karl (1877–1911), österreichisch-amerikanischer Musiker und Komponist

### Hose
- Hose, Burkhard (* 1967), römisch-katholischer Priester, Theologe, Lehrer und Autor
- Hose, Charles (1863–1929), britischer Kolonialbeamter, Zoologe und Ethnologe
- Höse, Ernst (1909–1968), deutscher Politiker (SPD), MdL Baden-Württemberg
- Höse, Friedrich (1927–2023), deutscher Jurist, Generalstaatsanwalt, niedersächsischer Staatssekretär
- Hose, Hugo (1890–1969), deutscher Politiker, Gewerkschaftsfunktionär
- Hose, Johann Heinrich (1765–1841), deutscher Maler und Bildhauer
- Hose, Klaus (1941–1996), deutscher Karambolagespieler und Trainer
- Hose, Martin (* 1961), deutscher klassischer Philologe
- Hose, Michael (* 1984), deutscher Politiker (CDU)
- Hose, Susanne (* 1961), sorbische Philologin und Folkloristin
- Höse, Thomas (* 1967), deutscher Politiker (AfD), MdL
- Hosea, israelischer Prophet
- Hosed († 1010), Abt von Corvey
- Hosei, Jion (* 2007), palauischer Schwimmer
- Hosei, Yuri (* 2005), palauische Schwimmerin
- Hōseidō, Kisanji (1735–1813), japanischer Schriftsteller
- Hosein, Akeal (* 1993), Cricketspieler der West Indies
- Hosein, Imran N. (* 1942), Islamwissenschaftler, Autor und Philosoph
- Hošek, Jan (* 1989), tschechischer Fußballspieler
- Hosek, Jennifer Ruth (* 1969), US-amerikanische Germanistin
- Hošek, Ondřej (* 1995), tschechischer Biathlet
- Hošek, Václav (1909–1942), tschechoslowakischer Widerstandskämpfer
- Hösel, Erich (1869–1953), deutscher Bildhauer und Modelleur
- Hösel, Marco (* 1980), deutscher Trialfahrer
- Hösele, Herwig (* 1953), österreichischer Publizist und Politiker (ÖVP), Mitglied des Bundesrates
- Hösele, Thomas (* 1969), österreichischer Fußballspieler und Trainer
- Hoselitz, Berthold Frank (1913–1995), US-amerikanischer Wirtschafts- und Sozialwissenschaftler österreichischer Herkunft
- Hoselmann, Willi (1890–1978), deutscher Bildhauer
- Hosemann, Delbert (* 1947), amerikanischer Politiker der Republikanischen Partei
- Hosemann, Erna (1894–1974), deutsche Verbandsfunktionärin und Kommunalpolitikerin
- Hosemann, Gerhard (1922–2016), deutscher Nachrichtentechniker und Hochschullehrer
- Hosemann, Hans (1913–1994), deutscher Gynäkologe und Mitarbeiter des Maschinellen Berichtswesens
- Hosemann, Jürgen (* 1967), deutscher Autor und Lektor
- Hosemann, Kathrin (* 1990), deutsche Fußballspielerin
- Hosemann, Marc (* 1970), deutscher SchauspielerMarc Hosemann (* 1970)

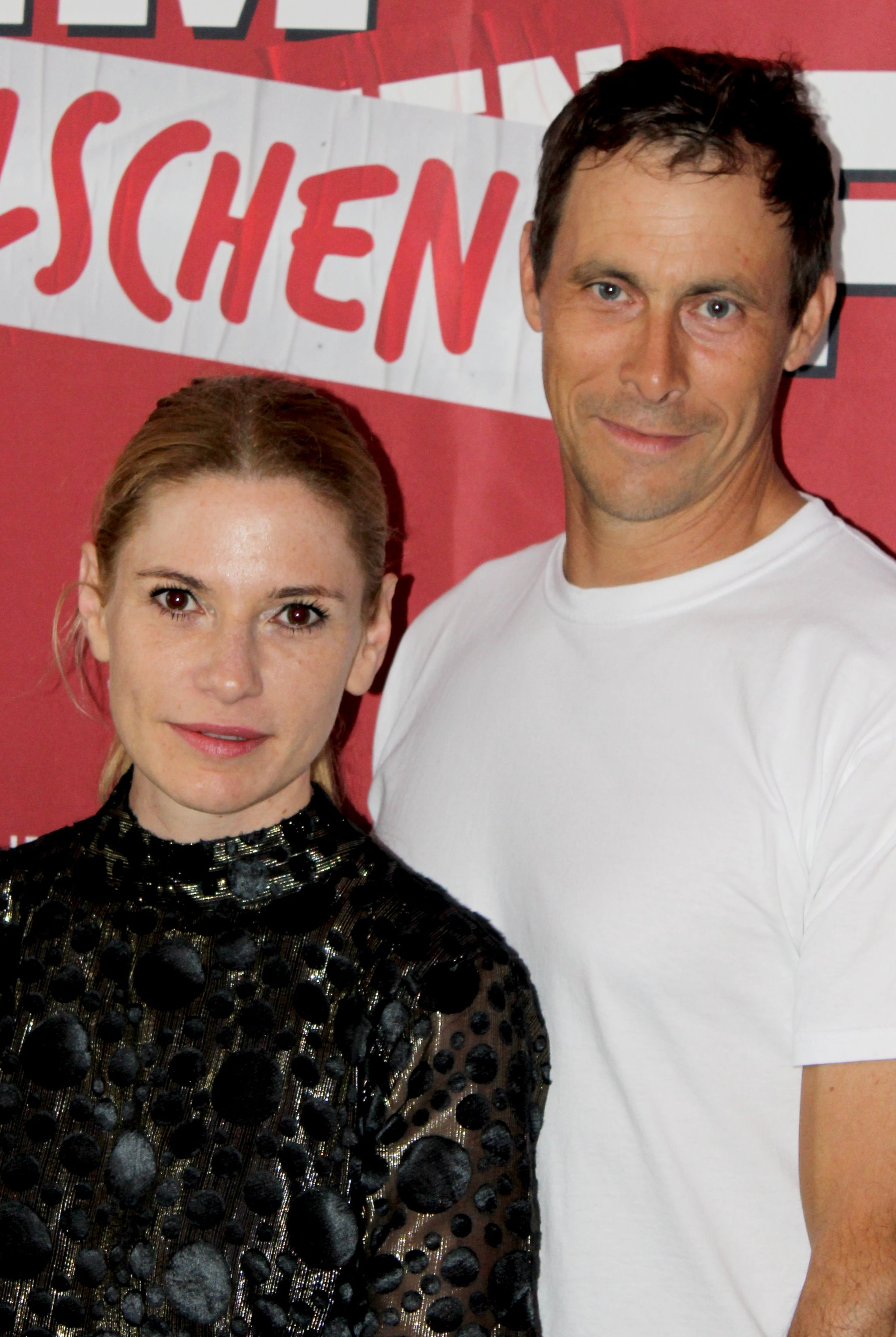
Marc Hosemann (* 1970)

- Hosemann, Marco (* 1985), politischer Aktivist und deutscher Politiker (Die Linke), MdHB
- Hosemann, Martin (1876–1928), deutscher Vizeadmiral der Reichsmarine
- Hosemann, Paul Gerhard (1879–1958), deutscher Chirurg
- Hosemann, Rolf (1912–1994), deutscher Physiker
- Hosemann, Theodor (1807–1875), deutscher Kunstmaler, Zeichner, Illustrator und Karikaturist
- Hosemann, Werner (* 1954), deutscher HNO-Arzt und Hochschullehrer
- Hosenfeld, Eike (* 1974), deutscher Komponist
- Hosenfeld, Hartmut, deutscher Heimatforscher
- Hosenfeld, Ingmar (* 1968), deutscher Bildungsforscher
- Hosenfeld, Wilm (1895–1952), deutscher Offizier
- Hosenthien, Albert (1882–1972), deutscher evangelisch-lutherischer Theologe, Heimatforscher und Autor
- Hosenthien, Hans Henning (1915–1996), deutscher Ingenieur
- Hoser, Franz (1874–1957), deutscher Bildhauer und Keramiker
- Hoser, Henryk (1942–2021), polnischer Ordensgeistlicher und Mediziner, römisch-katholischer Bischof von Warschau-Praga, Kurienerzbischof und Präsident der Päpstlichen Missionswerke
- Hoser, Hermann von (1830–1913), württembergischer Oberamtmann und Regierungspräsident
- Höser, Joseph (1890–1935), deutscher Lehrer, Heimatforscher und Chronist
- Hoser, Klaus (* 1933), deutscher Theaterregisseur, Theaterleiter und Schauspieldozent
- Hoser, Paul (* 1947), deutscher Historiker
- Höser, Veit (1577–1634), Benediktinerabt im Kloster Oberalteich

### Hosf
- Hosfeld, Rolf (1948–2021), deutscher Germanist und Publizist sowie Kulturwissenschaftler
- Hosfeld, Wolfgang (* 1947), deutscher Schauspieler

### Hosg
- Hoşgör, Canan (* 1971), türkische Schauspielerin
- Hoşgören, Atakan (* 1999), türkischer Schauspieler

### Hosh
- Hoshi (* 1996), französische LiedermacherinHoshi (* 1996)

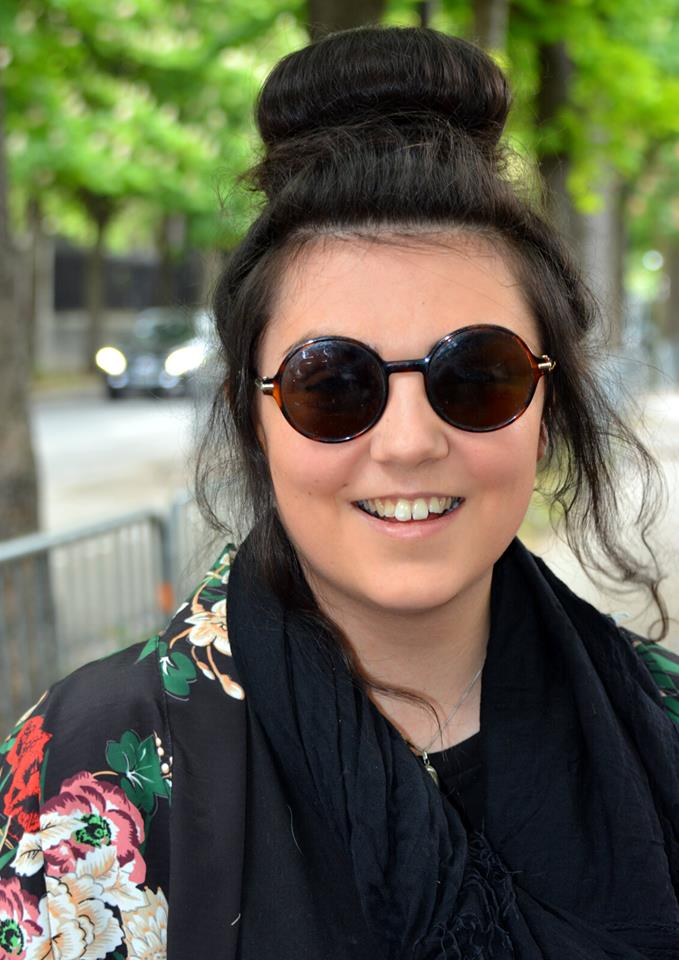
Hoshi (* 1996)

- Hoshi, Chisato (* 1995), japanische Badmintonspielerin
- Hoshi, Daisuke (* 1980), japanischer Fußballspieler
- Hoshi, Kazue, japanische Badmintonspielerin
- Hoshi, Kōta (* 1992), japanischer Fußballspieler
- Hoshi, Kyowaan (* 1997), japanischer Fußballspieler
- Hoshi, Mizue (* 1985), japanische Skirennläuferin
- Hoshi, Morio (* 1934), japanischer Maler im Yōga-Stil
- Hoshi, Natsumi (* 1990), japanische Schwimmerin
- Hoshi, Shin’ichi (1926–1997), japanischer Science-Fiction-Schriftsteller
- Hoshi, Sōichirō (* 1972), japanischer Synchronsprecher (Seiyū)
- Hoshi, Takeo, japanischer Wirtschaftswissenschaftler
- Hoshi, Tōru (1850–1901), japanischer Politiker
- Hoshi, Yūji (* 1992), japanischer Fußballspieler
- Hoshide, Akihiko (* 1968), japanischer Astronaut
- Hoshide, Takashi (* 1962), japanischer Komponist
- Hōshido, Shin’ya (* 1978), japanischer Fußballspieler
- Hoshihara, Kenta (* 1988), japanischer Fußballspieler
- Hoshikawa, Naomi (* 1969), japanische Skilangläuferin
- Hoshimova, Ziroatkhon (* 1957), usbekische Wirtschaftsingenieurin und First Lady Usbekistans (seit 2016)
- Hoshina, Hiroshi (* 1936), japanischer Komponist und Dirigent
- Hoshina, Masayuki (1611–1673), japanischer Daimyō
- Hoshina, Takeo (1906–1983), japanischer Skilangläufer
- Hoshino, Hidetoshi (1929–1991), Wirtschaftshistoriker
- Hoshino, Junko (* 1989), japanische Freestyle-Skisportlerin
- Hoshino, Kaoru (1947–2022), japanischer Autorennfahrer
- Hoshino, Katsura (* 1980), japanische Manga-Zeichnerin
- Hoshino, Kazuyoshi (* 1947), japanischer Automobilrennfahrer
- Hoshino, Keisuke (* 1985), japanischer Fußballspieler
- Hoshino, Keitarō (1969–2021), japanischer Boxer im Strohgewicht
- Hoshino, Michio (1952–1996), japanischer Naturfotograf
- Hoshino, Mika (* 1965), japanische Tischtennisspielerin
- Hoshino, Nobuya (1937–2020), japanischer Tischtennisspieler
- Hoshino, Satoru (* 1989), japanischer Fußballspieler
- Hoshino, Satoshi (* 1961), japanischer Unternehmer und Autorennfahrer
- Hoshino, Sen’ichi (1947–2018), japanischer Baseballspieler und -manager
- Hoshino, Shingo (* 1964), japanischer Fußballspieler
- Hoshino, Shingo (* 1978), japanischer Fußballspieler
- Hoshino, Shōhei (* 1992), japanischer Badmintonspieler
- Hoshino, Shuhei (* 1995), japanischer Fußballspieler
- Hoshino, Tadao, japanischer Badmintonspieler
- Hoshino, Tatsuko (1903–1984), japanische Haiku-Dichterin
- Hoshino, Yukinobu (* 1954), japanischer Manga-Zeichner
- Hoshino, Yūsuke (* 1992), japanischer Fußballspieler
- Hoshisato, Mochiru (* 1961), japanischer Manga-Zeichner
- Hoshishima, Nirō (1887–1980), japanischer Rechtsanwalt und Politiker
- Hōshō, Kurō (1837–1917), japanischer No-Schauspieler

### Hosi
- Hosiasson-Lindenbaum, Janina (1899–1942), polnische Logikerin und Philosophin
- Hošić, Idriz (* 1944), jugoslawischer Fußballspieler
- Hosidius Geta, römischer Dichter
- Hosidius Severus, Gaius, römischer Eques (Kaiserzeit)
- Hosie, Stewart (* 1963), schottischer Politiker
- Hosiner, Philipp (* 1989), österreichischer FußballspielerPhilipp Hosiner (* 1989)

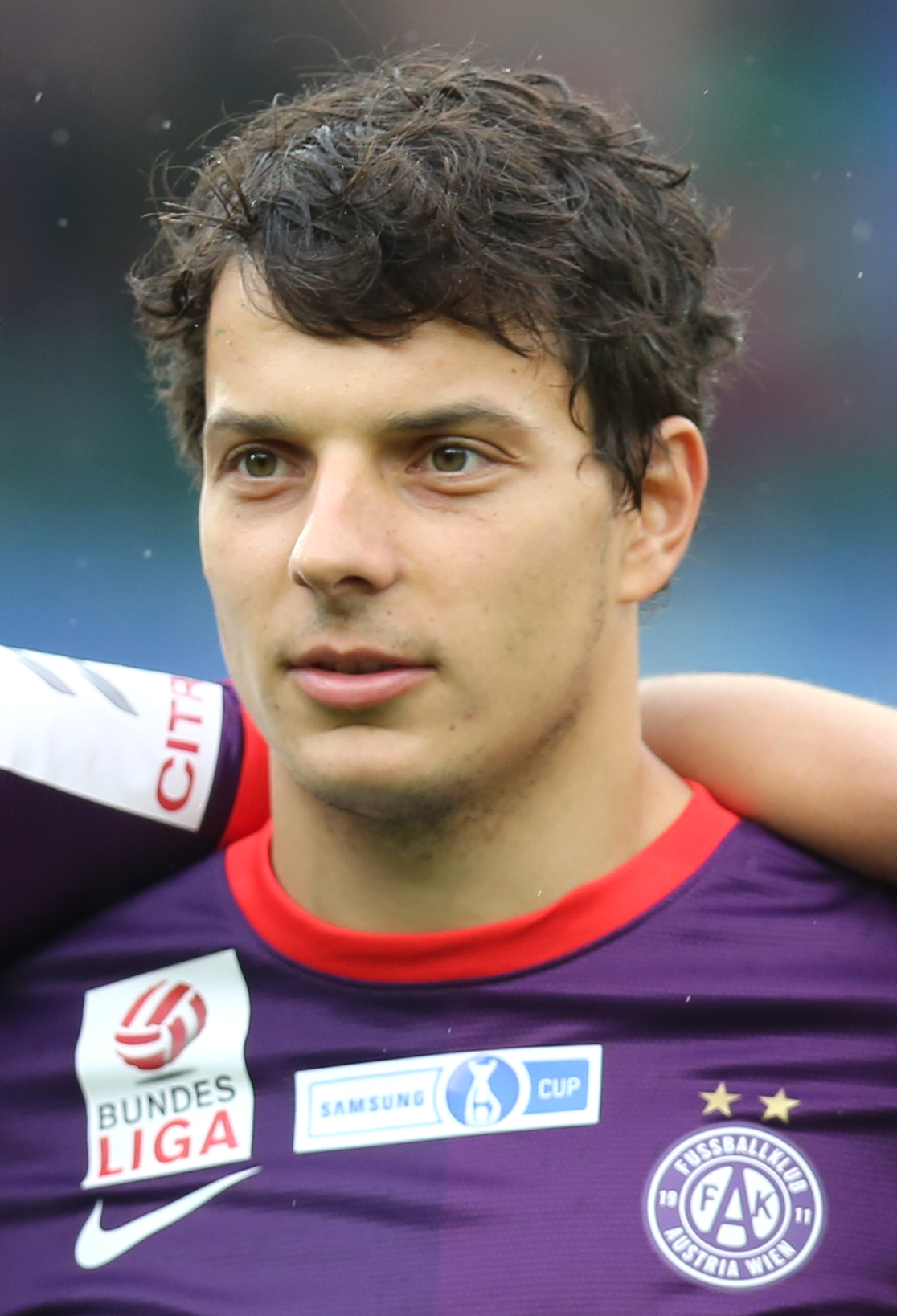
Philipp Hosiner (* 1989)

- Hosington, Brenda Mary (* 1942), kanadische Anglistin
- Hosius, August (1825–1896), deutscher Geologe und Paläontologe
- Hosius, Carl (1866–1937), deutscher klassischer Philologe
- Hosius, Clemens (1822–1902), deutscher Richter in der Rheinprovinz, Politiker
- Hosius, Stanislaus (1504–1579), deutsch-polnischer Theologe

### Hosk
- Hosk, Elsa (* 1988), schwedisches ModelElsa Hosk (* 1988)

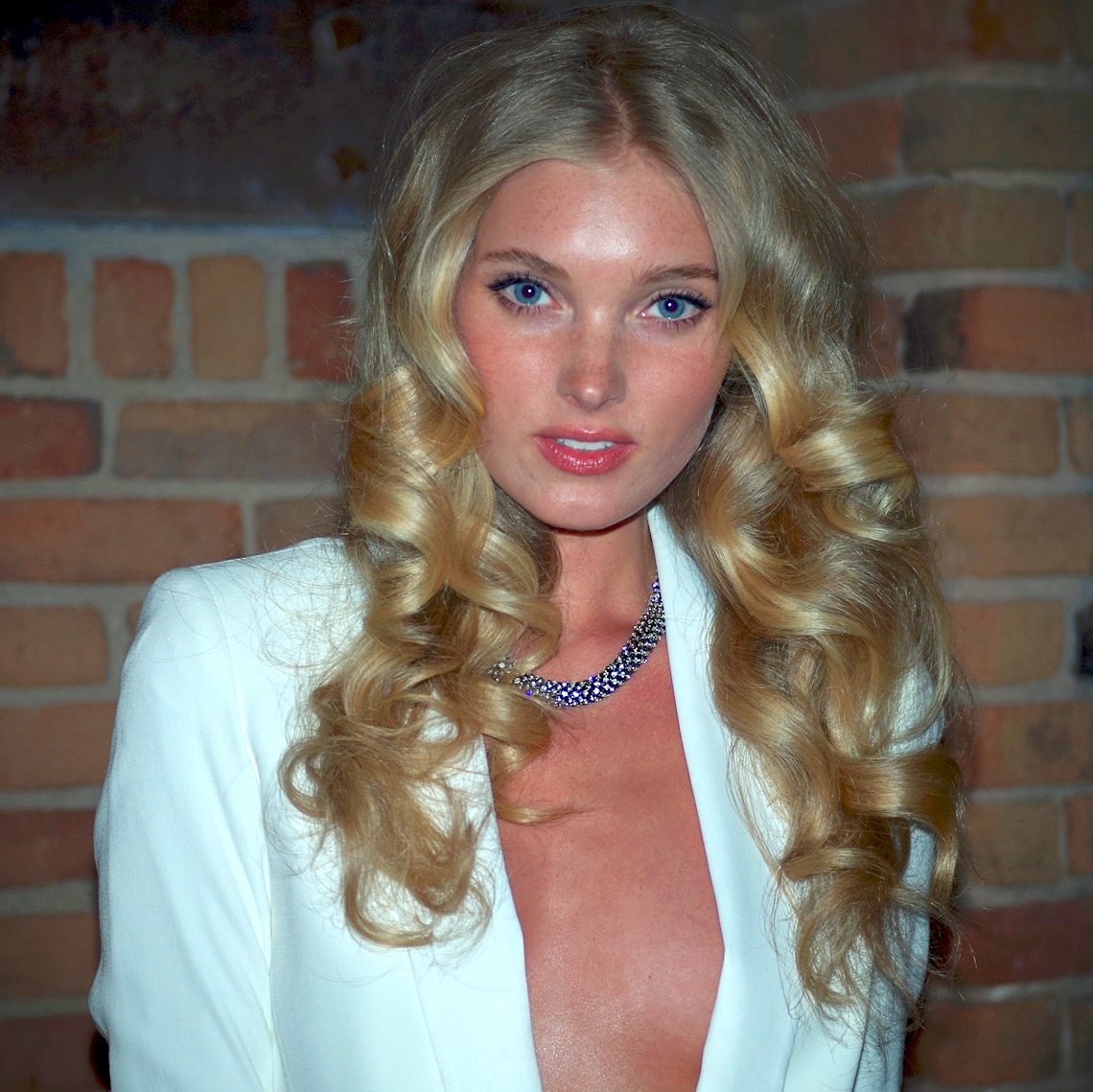
Elsa Hosk (* 1988)

- Hoske, Ernst (1921–1976), deutscher Motorradrennfahrer
- Hosken, Fran (1919–2006), Designerin, Autorin und feministische Aktivistin
- Hoskin, Alicia (* 2000), neuseeländische Rennkanutin
- Hoskin, Sheila (* 1936), britische Weitspringerin
- Hosking, Chloe (* 1990), australische Radrennfahrerin
- Hosking, Elizabeth (* 2001), kanadische Snowboarderin
- Hosking, Eric (1909–1991), englischer Fotograf
- Hosking, John (1805–1882), britischer Kolonist, Händler, Großgrundbesitzer und Politiker
- Hosking, Mark (* 1971), englischer zeitgenössischer Künstler
- Hosking, Sophie (* 1986), britische Ruderin
- Hoskins, Allen (1920–1980), US-amerikanischer Filmschauspieler
- Hoskins, Andrew (* 1975), kanadischer Ruderer
- Hoskins, Anthony (1828–1901), britischer Admiral und Erster Seelord
- Hoskins, Basil (1929–2005), britischer Schauspieler
- Hoskins, Bob (1942–2014), britischer SchauspielerBob Hoskins (1942–2014)

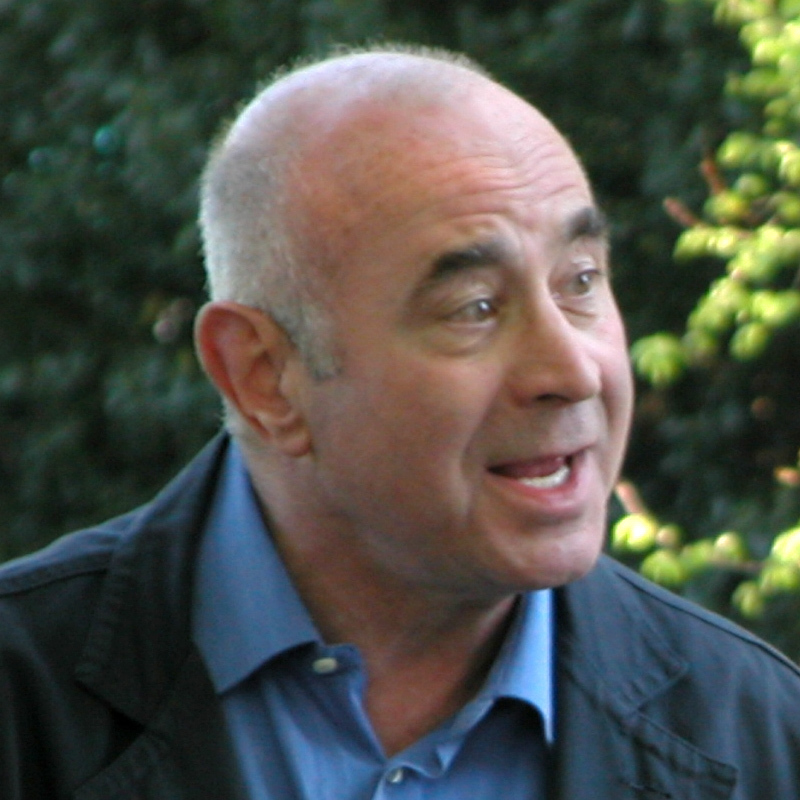
Bob Hoskins (1942–2014)

- Hoskins, Brian (* 1945), britischer Mathematiker, Meteorologe und Klimatologe
- Hoskins, Darnell (* 1974), US-amerikanischer Basketballspieler
- Hoskins, George Alexander (1802–1863), britischer Ägyptologe
- Hoskins, George Gilbert (1824–1893), US-amerikanischer Politiker
- Hoskins, John (1931–2021), bermudischer Sportfunktionär
- Hoskins, Kerri (* 1970), US-amerikanisches Model und Schauspielerin
- Hoskins, Melissa (1991–2023), australische Radrennfahrerin
- Hoskins, Robert (1933–1993), amerikanischer Science-Fiction-Autor und -Herausgeber
- Hoskinson, Charles, Gründer von Cardano und Mitbegründer von Ethereum
- Hoskonen, Arttu (* 1997), finnischer Fußballspieler
- Hoskoté, Ranjit (* 1969), indischer Schriftsteller, Kunst-Kurator und Kulturjournalist
- Hošková-Weissová, Helga (* 1929), tschechische Malerin und Holocaustüberlebende
- Hoskovec, Jiří (1933–2011), tschechischer Psychologe
- Höskuldur Þórhallsson (* 1973), isländischer Politiker (Fortschrittspartei)
- Hoskyns, Bill (1931–2013), britischer Fechter
- Hoskyns, John (1927–2014), britischer Politikberater

### Hosl
- Hösl, Alex (1919–1977), deutscher Politiker (CSU), MdB
- Hösl, Benedikt (* 1992), deutscher Schauspieler
- Hösl, Gerhard (* 1939), deutscher Jurist und Mediator
- Hösl, Hans (1929–2008), deutscher Politiker (CSU) und Oberbürgermeister von Passau
- Hösl, Ignaz (1881–1963), deutscher Archivar
- Hösl, Matthias (1887–1967), deutscher Gewerkschaftsfunktionär und Kommunalpolitiker (SPD)
- Hösl, Simona (* 1992), deutsche Skirennläuferin
- Hösl, Stephan (* 1966), deutscher Politiker (FW, CDU), MdL
- Hösl, Viktoria (1902–1953), bayrische Politikerin (KPD) und Widerstandskämpferin
- Hösl, Werner (1947–2024), deutscher Fußballspieler
- Hösl-Thaw, Helga (1940–2015), deutsche Tennisspielerin
- Hösle, Georg (1649–1727), deutscher römisch-katholischer Theologe
- Hösle, Johannes (1929–2017), deutscher Romanist und Literaturwissenschaftler
- Hösle, Vittorio (* 1960), deutscher PhilosophVittorio Hösle (* 1960)

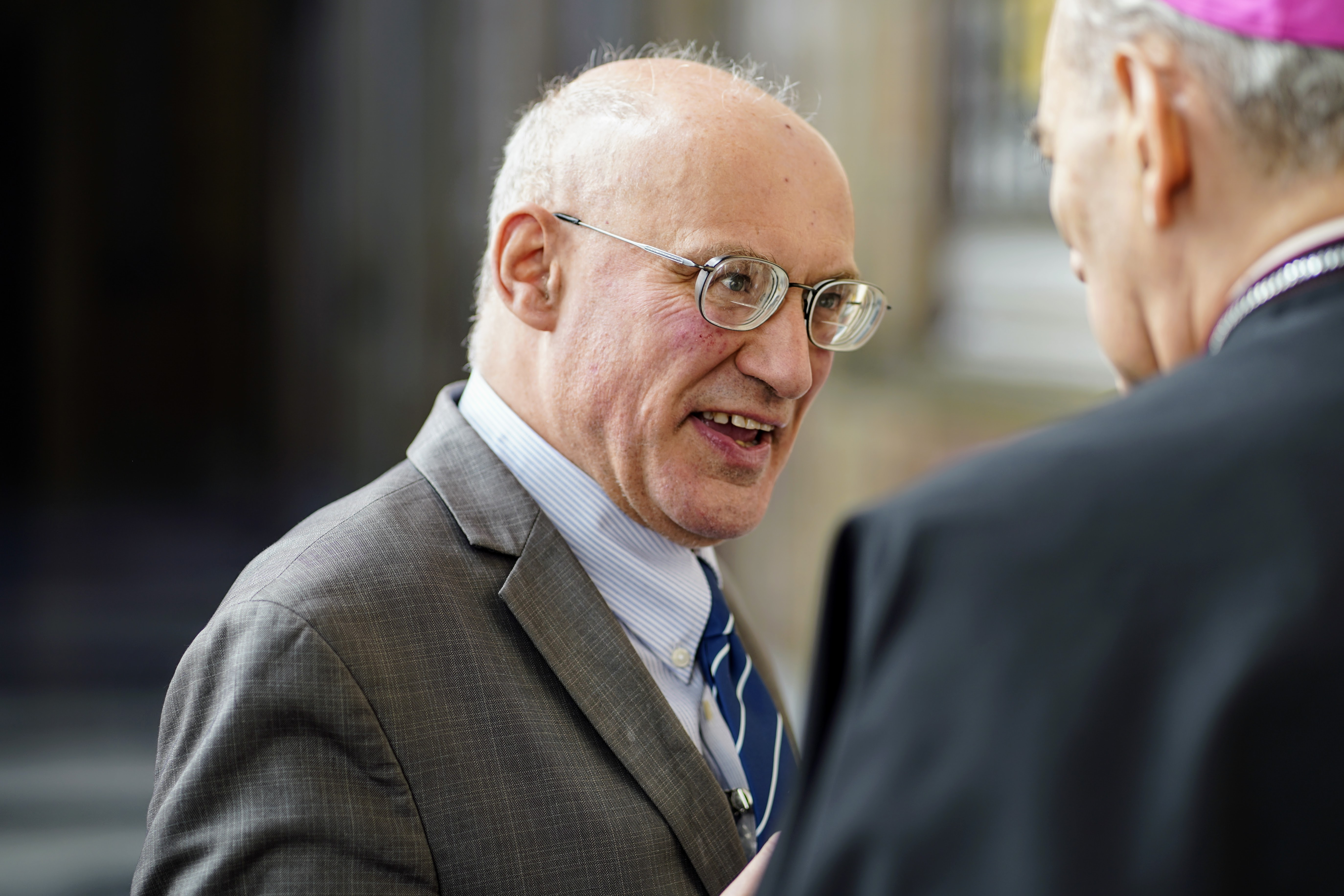
Vittorio Hösle (* 1960)

- Hosler, Ernest (1932–1992), britischer Filmeditor
- Hösler, Feodor (1827–1868), deutscher Jurist und Politiker, MdL
- Hösler, Joachim (* 1961), deutscher Historiker und Hochschullehrer
- Hosley, Quinton (* 1984), US-amerikanischer Basketballspieler
- Hösli, Fritz (1922–2002), Schweizer Politiker
- Hösli, Jodok († 1637), Schweizer Abt
- Hösli, Paul (* 1951), Schweizer Politiker
- Hösli, Thomas (1965–2007), Schweizer Musiker
- Hösli, Werner (* 1961), Schweizer Politiker (SVP)
- Höslin, Jeremias (1722–1789), württembergischer lutherischer Geistlicher und landeskundlicher Schriftsteller
- Höslinger, Anton (* 1970), österreichischer Augustiner Chorherr, Propst von Klosterneuburg
- Höslinger, Clemens (* 1933), österreichischer Musikhistoriker
- Höslinger, Norbert (1930–2011), österreichischer Augustiner-Chorherr und katholischer Theologe und Bibelwissenschaftler

### Hosm
- Hosmer, Bradley C. (* 1937), US-amerikanischer Offizier, Generalleutnant der US Air Force
- Hosmer, Craig (1915–1982), US-amerikanischer Politiker
- Hosmer, Harriet (1830–1908), US-amerikanische Bildhauerin
- Hosmer, Hezekiah L. (1765–1814), US-amerikanischer Jurist und Politiker
- Hosmer, Titus (1736–1780), US-amerikanischer Anwalt, Richter und Politiker
- Hosmer, Trina (* 1948), US-amerikanische Skilangläuferin
- Hosmer, William (1925–2002), australischer Herpetologe britischer Herkunft

### Hosn
- Hosnani, Gilany (* 1957), mauritischer Tischtennisspieler
- Hosnedlová, Klára (* 1990), tschechische Künstlerin
- Hosni, Oussama (* 1992), tunesischer Handballspieler
- Hosni, Soad (1943–2001), ägyptische Schauspielerin
- Hosny, Ahmed Salah (* 1979), ägyptischer Fußballspieler und Schauspieler
- Hosny, Farouk (* 1938), ägyptischer Maler und Kulturminister
- Hosny, Hadia (* 1988), ägyptische Badmintonspielerin
- Hosny, Halim (* 1958), deutscher Journalist
- Hosny, Tamer (* 1977), ägyptischer Sänger, Schauspieler und KomponistTamer Hosny (* 1977)

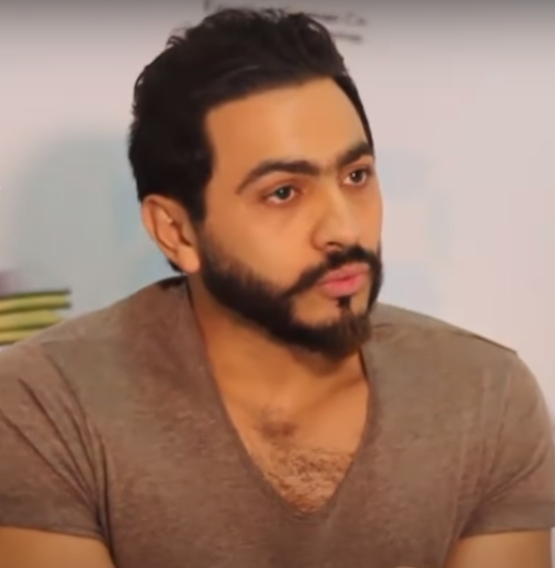
Tamer Hosny (* 1977)

- Hosnyánszky, Norbert (* 1984), ungarischer Wasserballer

### Hoso
- Hosoda, Eishi (1756–1829), japanischer Maler
- Hosoda, Hiroyuki (1944–2023), japanischer Politiker
- Hosoda, Mamoru (* 1967), japanischer RegisseurMamoru Hosoda (* 1967)

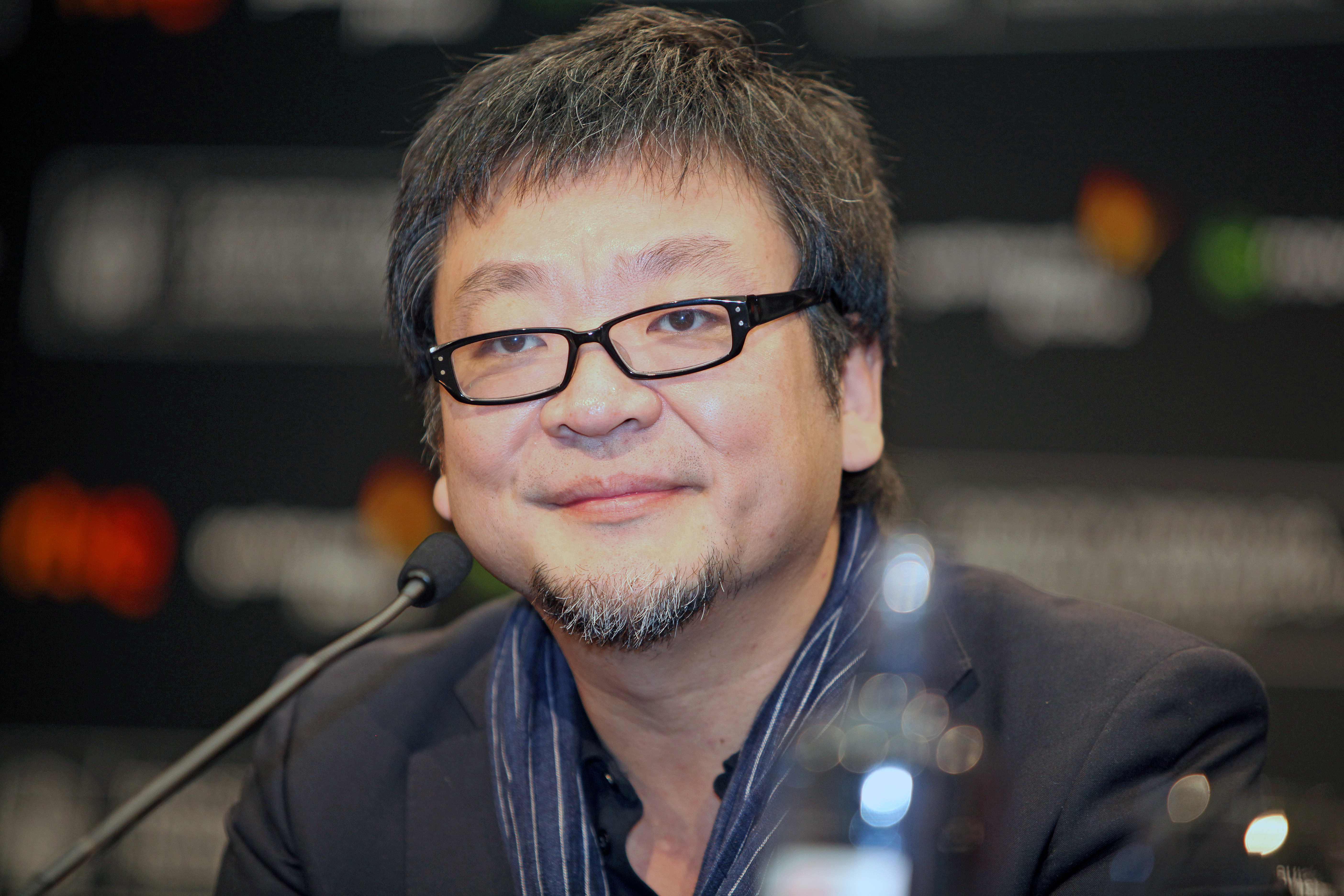
Mamoru Hosoda (* 1967)

- Hosoe, Eikō (1933–2024), japanischer Fotograf und Filmproduzent
- Hosoe, Isao († 2015), japanischer Produktdesigner
- Hosogai, Hajime (* 1986), japanischer Fußballspieler
- Hosogaya Boshirō (1888–1964), japanischer Seeoffizier, Vizeadmiral der Kaiserlich-Japanischen Marine
- Hosogi, Sakura (* 2000), japanische Tennisspielerin
- Hosoi, Christian (* 1967), US-amerikanischer Skateboarder
- Hosoi, Heishū (1728–1801), japanischer konfuzianischer Gelehrter
- Hosoi, Kōtaku (1658–1736), japanischer Konfuzianist, Kalligraph und Stempelschneider
- Hosokawa Harumoto (1514–1563), japanischer Militärkommandeur
- Hosokawa Takakuni (1484–1531), japanischer Militärkommandeur
- Hosokawa, Ayako, japanische Jazzmusikerin
- Hosokawa, Fujitaka (1534–1610), japanischer Fürst und Dichter
- Hosokawa, Gracia (1563–1600), japanische Adlige
- Hosokawa, Jun’ya (* 1984), japanischer Fußballspieler
- Hosokawa, Karoku (1888–1962), japanischer Journalist
- Hosokawa, Katsumoto (1430–1473), japanischer Samurai
- Hosokawa, Kōzō (* 1971), japanischer Fußballspieler
- Hosokawa, Morihiro (* 1938), 79. japanischer Premierminister
- Hosokawa, Ritsuo (* 1943), japanischer Politiker
- Hosokawa, Shinji (* 1960), japanischer Judoka
- Hosokawa, Shin’ya (* 1981), japanischer Automobilrennfahrer
- Hosokawa, Tadaoki (1563–1646), Daimyō
- Hosokawa, Toshio (* 1955), japanischer Komponist
- Hosokawa, Toshiyuki (1940–2011), japanischer Schauspieler und Radiomoderator
- Hosoki, Yuka (* 1999), japanische Tennisspielerin
- Hosono, Gōshi (* 1971), japanischer Politiker
- Hosono, Haruomi (* 1947), japanischer Musiker, Musikproduzent, Filmkomponist und SchauspielerHaruomi Hosono (* 1947)

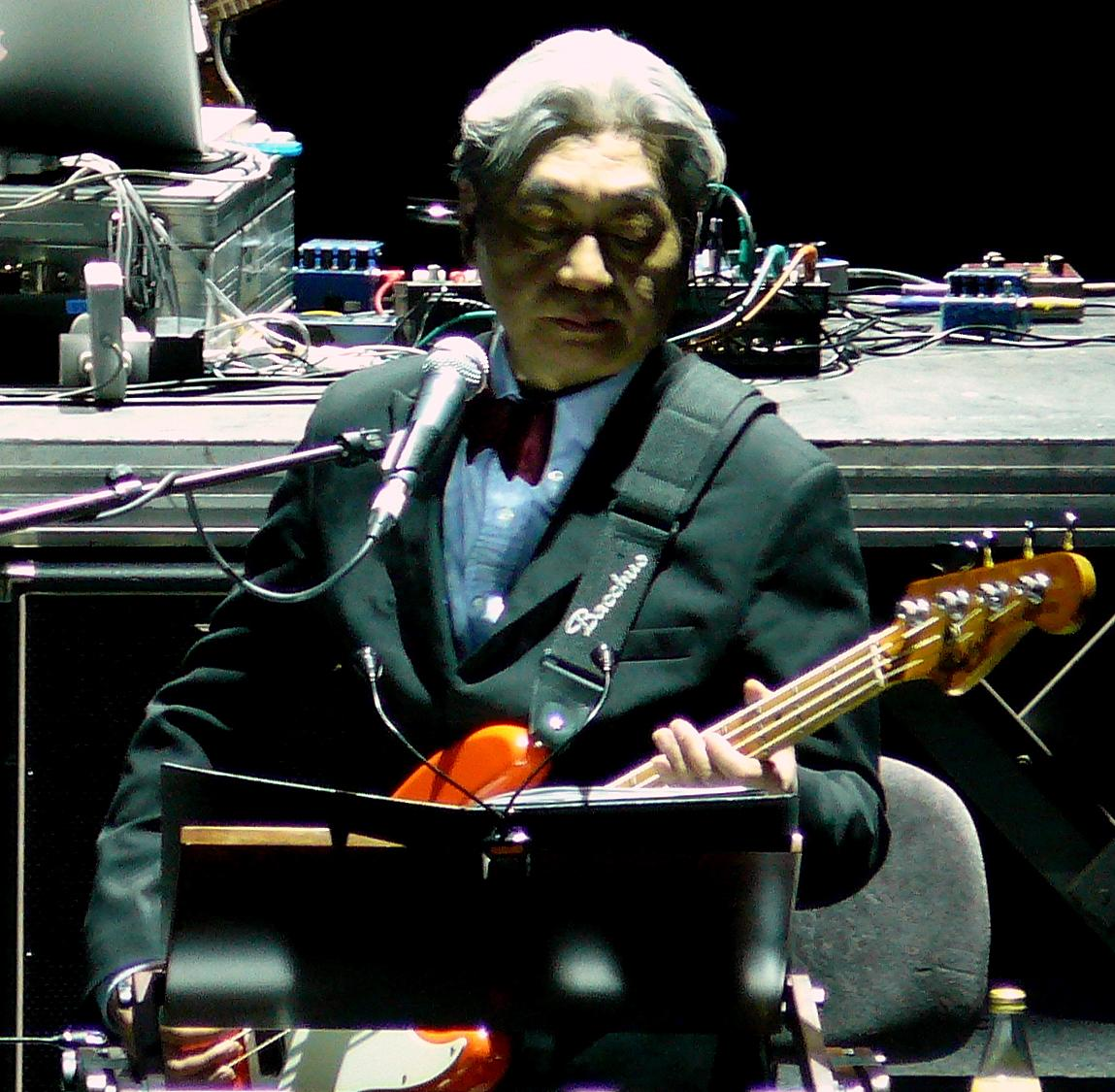
Haruomi Hosono (* 1947)

- Hosono, Hideo (* 1953), japanischer Physiker
- Hosonuma, Chisa (* 1996), japanische Tennisspielerin
- Hosotani, Ichirō (* 1946), japanischer Fußballspieler
- Hosotte, Jean-Paul (* 1955), französischer Radrennfahrer
- Hosotte, Patrick (* 1957), französischer Radrennfahrer
- Hosoya, Gan (* 1935), japanischer Artdirector und Grafikdesigner
- Hosoya, Kōhei (* 2001), japanischer Fußballspieler
- Hosoya, Mao (* 2001), japanischer Fußballspieler
- Hosoya, Yoshimasa (* 1982), japanischer Synchronsprecher (Seiyū) und Sänger
- Hosoyama, Shūsaku (* 1984), japanischer Skispringer

### Hosp
- Hosp, Adolf (1892–1972), österreichischer Politiker (CSP), Landtagsabgeordneter zum Vorarlberger Landtag
- Hosp, Albert (* 1964), österreichischer Musikjournalist und ModeratorAlbert Hosp (* 1964)

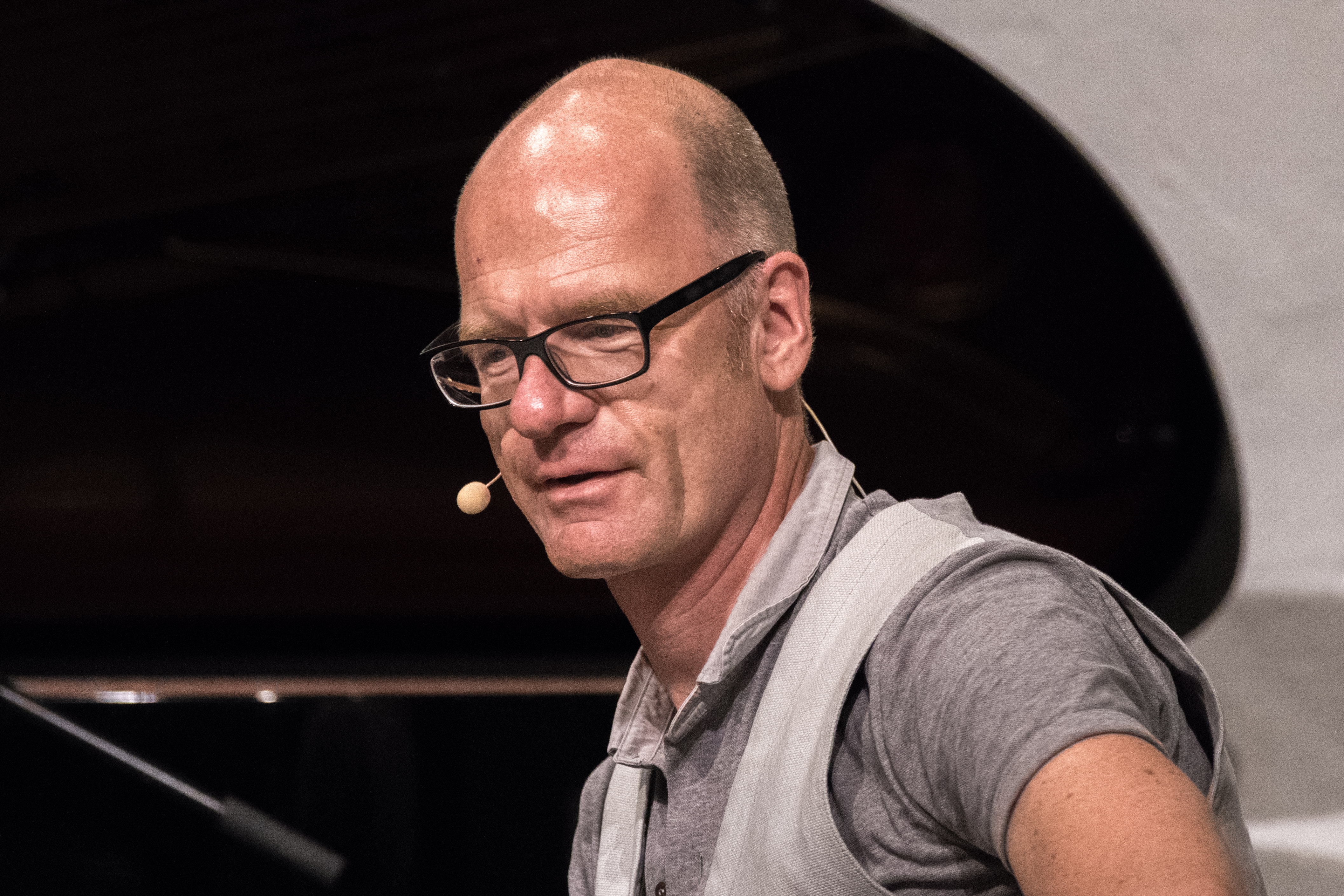
Albert Hosp (* 1964)

- Hosp, Anna (* 1966), österreichische Politikerin (ÖVP), Landesrätin in Tirol
- Hosp, Bruno (1938–2023), italienischer Politiker (Südtirol)
- Hosp, David, US-amerikanischer Schriftsteller
- Hosp, Eduard (1886–1979), österreichischer Redemptorist und Kirchenhistoriker
- Hosp, Franz Philip (1853–1936), deutschamerikanischer Landschaftsgärtner und Baumschuler
- Hosp, Inga (* 1943), deutsch-italienische Publizistin
- Hosp, Josef (1902–1973), deutscher Gewerkschafter und Mitglied des Bayerischen Senats
- Hosp, Maria (1923–1996), österreichische Politikerin (ÖVP), Abgeordnete zum Nationalrat
- Hosp, Nicole (* 1983), österreichische SkirennläuferinNicole Hosp (* 1983)

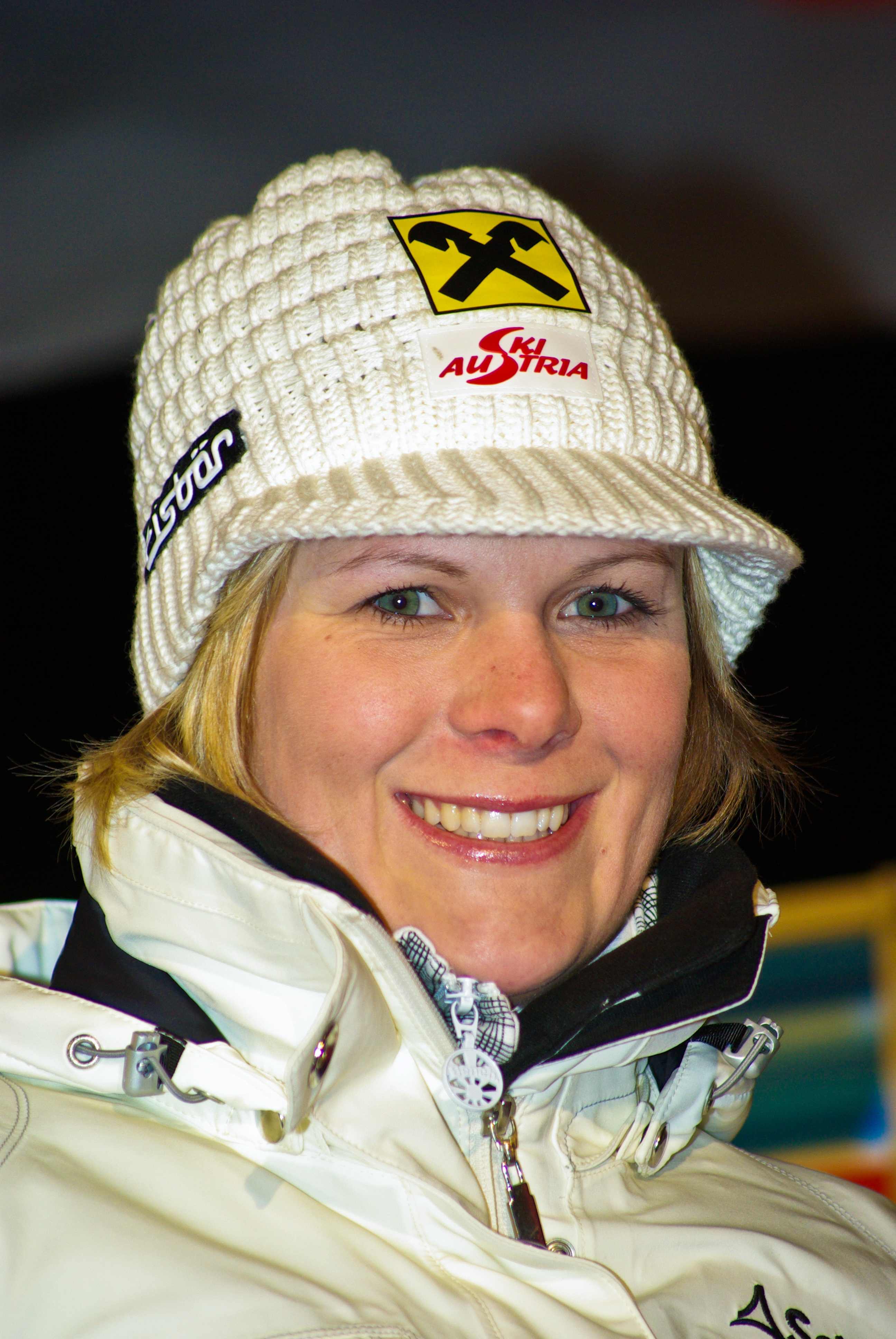
Nicole Hosp (* 1983)

- Hosp, Robert (1939–2021), Schweizer Fussballspieler
- Hospach, Viktor (1904–1971), deutscher Schauspieler und Opernsänger (Bass)
- Hospein, Michel († 1618), deutscher Humanist, Dichter und Kartograph
- Hospelt, Kai (* 1985), deutscher Eishockeyspieler und Sportkommentator
- Hospelt, Wim (1951–2019), deutscher Eishockeyspieler
- Hospers, John (1918–2011), US-amerikanischer Philosoph
- Hospinian, Rudolf (1547–1626), Schweizer reformierter Geistlicher und Theologe
- Hospinianus, Johannes (1515–1575), Schweizer Philosoph und Hochschullehrer
- Hospital, Janette Turner (* 1942), australische Schriftstellerin und Hochschullehrerin
- Hospitaler i Caballer, Josep († 1873), katalanischer Gelehrter und Autor
- Hospitalier, Édouard (1853–1907), französischer Ingenieur und Journalist
- Hospodar, Ladislav (1957–2023), deutscher Eishockeyspieler

### Hoss
- Höß, Anika (* 1990), deutsche Fußballspielerin
- Hoss, Bernd (1939–2016), deutscher Fußballtrainer
- Höss, Dagmar (* 1969), österreichische Künstlerin, Kuratorin und Feministin
- Hoß, Daniel (* 1987), deutscher Blindenfußballspieler
- Höss, Dieter (1935–2020), deutscher Schriftsteller und Graphiker
- Hoß, Franz (1866–1947), österreichischer Politiker
- Hoss, Gerrit (* 1980), deutscher Musiker, Autor und ModeratorGerrit Hoss (* 1980)

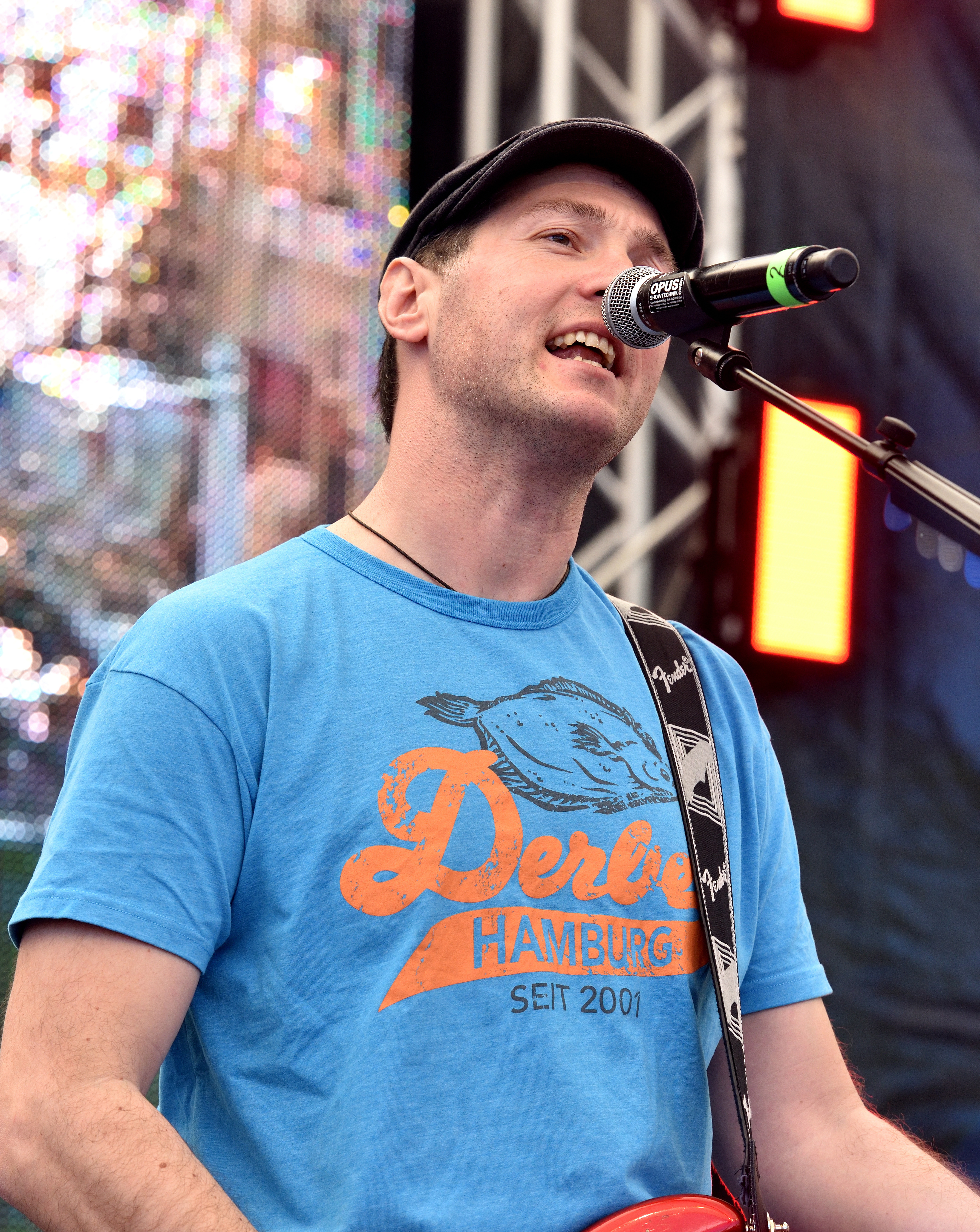
Gerrit Hoss (* 1980)

- Hoss, Hal E. (1892–1934), US-amerikanischer Journalist und Politiker
- Hoss, Hans (1923–2013), deutscher Jurist, Kommunalpolitiker und Hochschullehrer
- Höß, Hedwig (1908–1989), Ehefrau von Rudolf Höss
- Höß, Irmgard (1919–2009), deutsche Mittelalterhistorikerin
- Hoss, Johannes (* 1990), österreichischer Kameramann und Drehbuchautor
- Höß, Josef (* 1931), deutscher Kommunalpolitiker der CSU, Oberbürgermeister von Kempten (Allgäu)
- Höß, Josef (* 1936), deutscher Regattasegler, Segelweltmeister
- Höß, Joseph (1745–1797), deutscher Orgelbauer
- Höß, Konstantin (1903–1970), deutscher Politiker (NSDAP), MdR
- Hoß, Luke (* 2001), deutscher Politiker (Die Linke)
- Höss, Maria Crescentia (1682–1744), Heilige, Mystikerin, und Franziskanerinnen-Oberin
- Hoß, Max (1878–1966), deutscher Politiker (DNVP) und Funktionär (NSDAP)
- Hoss, Nina (* 1975), deutsche Schauspielerin
- Höß, Oliver (* 1973), deutscher Wirtschaftsinformatiker
- Höss, Otto (1897–1971), österreichischer Fußballspieler und -trainer
- Höß, Rudolf (1901–1947), deutscher Nationalsozialist und Kommandant des Vernichtungslagers AuschwitzRudolf Höß (1901–1947)

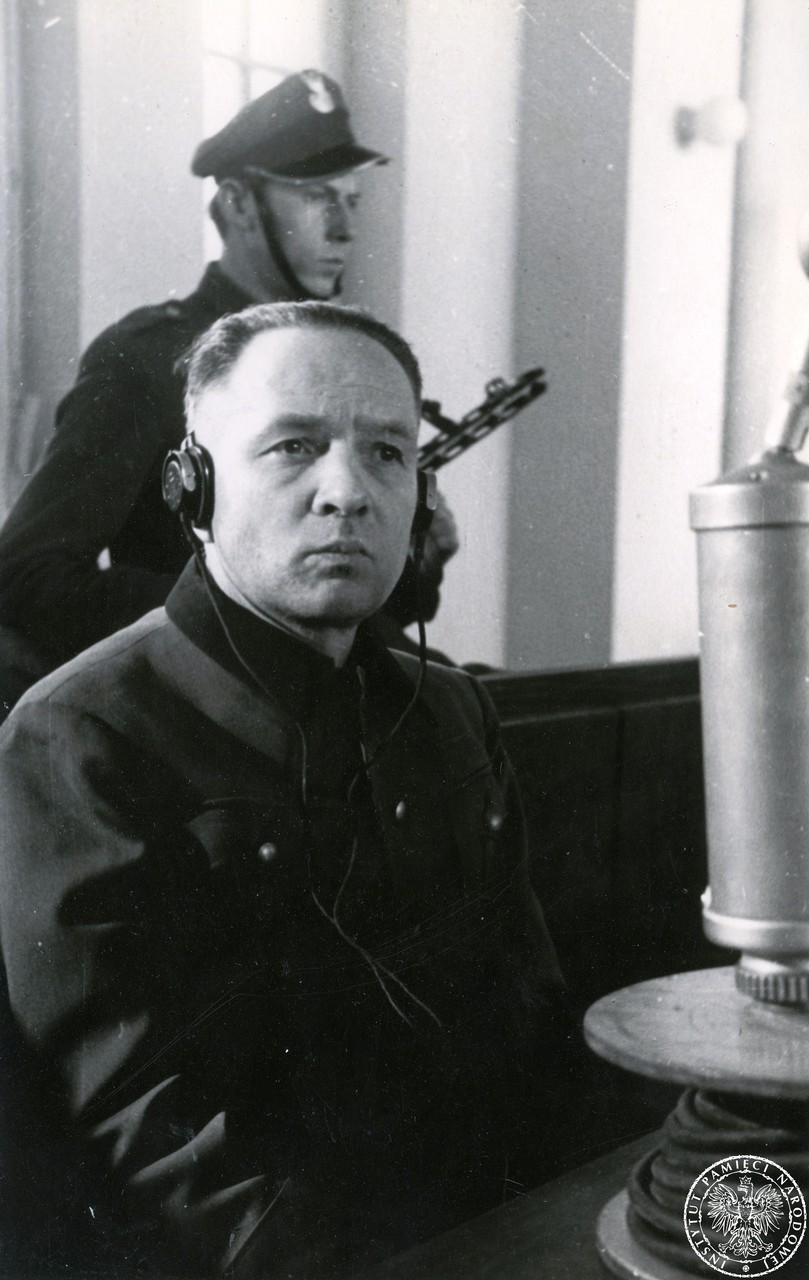
Rudolf Höß (1901–1947)

- Hoss, Selim al- (1929–2024), libanesischer Politiker
- Hoss, Susanne (* 1968), deutsche Schauspielerin
- Hoß, Walther (1900–1993), deutscher Architekt und Baubeamter
- Hoss, Wendell (1892–1980), US-amerikanischer Hornist
- Hoss, Willi (1929–2003), deutscher Politiker (Bündnis 90/Die Grünen), MdB
- Hossa, František (* 1954), slowakischer Eishockeyspieler, -trainer und -funktionär
- Hossa, Marcel (* 1981), slowakischer Eishockeyspieler
- Hossa, Marián (* 1979), slowakischer Eishockeyspieler
- Hossack, Allison (* 1965), kanadische Schauspielerin
- Hossain, Afif (* 1999), bangladeschischer Cricketspieler
- Hossain, Ebadot (* 1994), bangladeschischer Cricketspieler
- Hossain, Enamul (* 1981), bangladeschischer Schachgroßmeister
- Hossain, Kamal (* 1937), bengalischer Jurist, Völkerrechtler
- Hossain, Mohamed Ismail (* 1992), bangladeschischer Leichtathlet
- Hossain, Mohammad (* 1984), bengalischer Sportschütze
- Hossain, Mosaddek (* 1995), bangladeschischer Cricketspieler
- Hossain, Rishad (* 2002), bangladeschischer Cricketspieler
- Hossain, Sara, bangladeschische Juristin
- Hossain, Selina (* 1947), bangladeschische Autorin
- Hossam, Ahmed (* 1983), ägyptischer Fußballschiedsrichterassistent
- Hossam, Ahmed (* 1983), ägyptischer Fußballspieler
- Hossam, Karim (* 1994), ägyptischer Tennisspieler
- Hossam, Youssef (* 1998), ägyptischer Tennisspieler
- Hossauer, Johann George (1794–1874), deutscher Hofgoldschmied, Unternehmer und Erfinder
- Hoßbach, Friedrich (1877–1971), Mitglied des Provinziallandtages der Provinz Hessen-Nassau
- Hoßbach, Friedrich (1894–1980), deutscher General der Infanterie und Armeekommandeur während des Zweiten Weltkrieges
- Hoßbach, Jörg (* 1964), deutscher Fußballtorhüter und -trainer
- Hossbach, Martin (* 1975), deutscher Musikmanager, Festivalkurator und Labelbetreiber
- Hossbach, Theodor (1834–1894), deutscher evangelischer Pfarrer
- Hoßbach, Tom (* 1998), deutscher Schauspieler
- Hoßbach, Wilhelm (1784–1846), deutscher evangelischer Theologe
- Hoßbach, Wolfgang (* 1936), deutscher Kommunalpolitiker (SPD)
- Hossdorf, Heinz (1925–2006), Schweizer Bauingenieur
- Hosse, Adolph (1875–1958), deutscher Genre- und Pferdemaler sowie Grafiker der Düsseldorfer Schule
- Hoße, Christian (* 1988), deutscher Handballspieler
- Hosse, John (* 1968), deutscher Künstler
- Hosse, Karl Heinz (1942–2024), deutscher Maler
- Hosse, Ulrich († 1535), Münzmeister, Bürgermeister von Wilna
- Hossein Ali Beg Bayat (1567–1632), persischer Gesandter
- Hossein, Aminollah (1905–1983), persisch-französischer Komponist
- Hossein, Ghulam (1876–1967), afghanischer Musiker, Komponist, Musik- und Gesangsdozent
- Hossein, Molayemi (* 1982), iranischer Filmregisseur für Animationsfilme
- Hossein, Robert (1927–2020), französischer Schauspieler und RegisseurRobert Hossein (1927–2020)

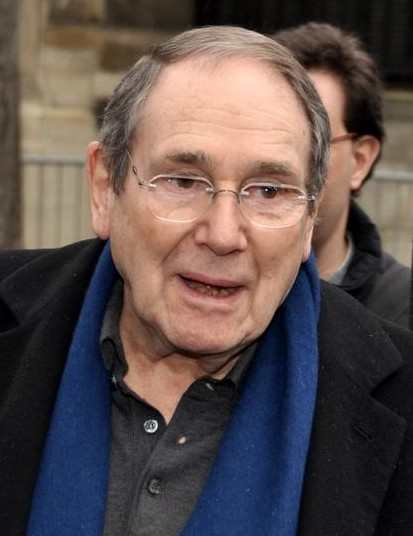
Robert Hossein (1927–2020)

- Hosseini Zad, Mahmoud (* 1946), iranischer Übersetzer und Schriftsteller
- Hosseini, Fereshteh (* 1997), iranische Schauspielerin
- Hosseini, Homa (* 1988), iranische Ruderin
- Hosseini, Hossein (* 1992), iranischer Fußballtorhüter
- Hosseini, Jalal (* 1982), iranischer Fußballspieler
- Hosseini, Kambiz (* 1975), iranischer Komiker, Moderator, Schauspieler und Schriftsteller
- Hosseini, Khaled (* 1965), afghanisch-US-amerikanischer Schriftsteller
- Hosseini, Majid (* 1996), iranischer Fußballspieler
- Hosseini, Mana (* 2005), iranische Hammerwerferin
- Hosseini, Mehdi (* 1979), iranischer Komponist
- Hosseini, Milan (* 2001), deutscher Kunstturner
- Hosseini, Mohammad (* 1963), iranischer Diplomat
- Hosseini, Mohammad Ahmad (* 1977), iranischer Leichtathlet
- Hosseini, Reza (* 1989), iranischer Radrennfahrer
- Hosseini, Sayed Esmail (* 1942), iranischer Radrennfahrer
- Hosseini, Schamseddin (* 1967), iranischer Politiker, islamischer Geistlicher
- Hosseini, Setareh (* 1993), iranische Schauspielerin und Fotografin
- Hosseini, Shahab (* 1973), iranischer Schauspieler, Filmemacher und ModeratorShahab Hosseini (* 1973)

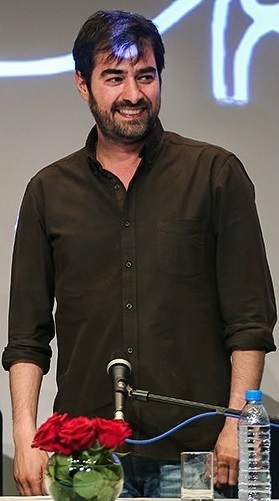
Shahab Hosseini (* 1973)

- Hosseinian, Maryam (1975–2025), iranische Schriftstellerin
- Hosseinpour, Ardeshir (1962–2007), iranischer Physiker
- Hosseinzadeh, Amirhossein (* 2000), iranischer Fußballspieler
- Hößelbarth, Rolf (1931–1989), deutscher Gewerkschafter (FDGB)
- Hossen, Mario (* 1971), österreichisch-bulgarischer Violinist, Dirigent und Musikpädagoge
- Hossenfelder, Erich (1875–1935), deutscher Diplomat
- Hossenfelder, Joachim (1899–1976), deutscher evangelischer Geistlicher. Mitgründer und Reichsleiter der „Deutschen Christen“
- Hossenfelder, Malte (1935–2011), deutscher Philosoph und Übersetzer
- Hossenfelder, Sabine (* 1976), deutsche theoretische PhysikerinSabine Hossenfelder (* 1976)

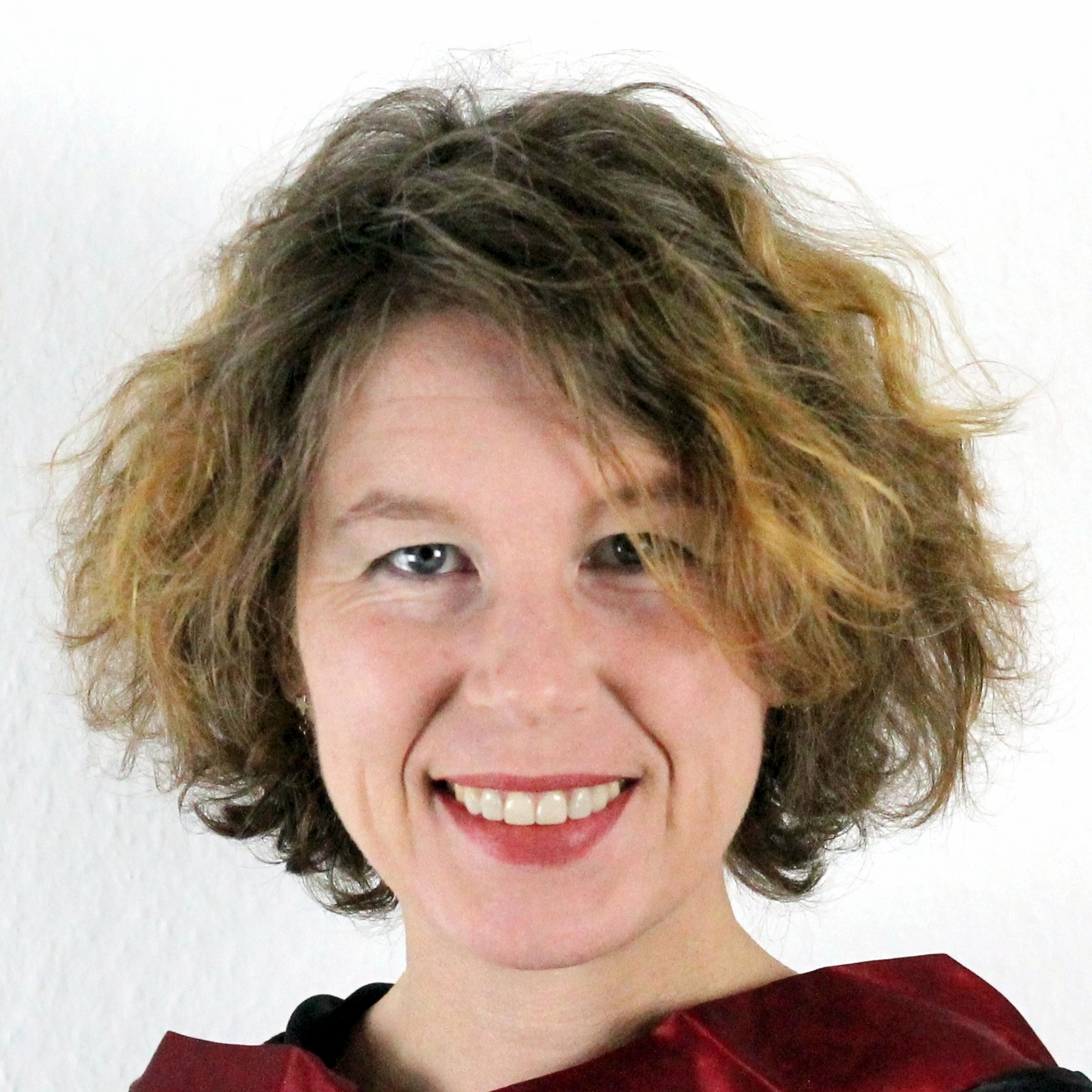
Sabine Hossenfelder (* 1976)

- Hossfeld, Carl Franz (* 1807), deutsch-schweizerischer Ebenist
- Hoßfeld, Dagmar (* 1960), deutsche Kinder- und Jugendbuchautorin
- Hossfeld, Frank-Lothar (1942–2015), deutscher römisch-katholischer Theologe
- Hoßfeld, Friedrich (1636–1697), deutscher Jurist und Bürgermeister
- Hoßfeld, Friedrich (1809–1882), Maler, Illustrator und Zeichenlehrer in Schulpforta
- Hoßfeld, Friedrich (1879–1972), deutscher Architekt und kommunaler Baubeamter
- Hossfeld, Hans (1912–1944), deutscher Korvettenkapitän der Kriegsmarine
- Hoßfeld, Heinz (* 1927), deutscher Bergmann und Mitglied der Volkskammer der DDR
- Hoßfeld, Hilmar (* 1954), deutscher Leichtathlet
- Hoßfeld, Ina (1881–1943), deutsche Glasmalerin und Bildhauerin
- Hoßfeld, Johann Wilhelm (1768–1837), deutscher Forstwissenschaftler und Mathematiker
- Hoßfeld, Johannes (1879–1946), deutscher Finanzbeamter und Generalinspekteur des Zollgrenzschutzes im Nationalsozialismus
- Hossfeld, Oskar (1848–1915), deutscher Architekt und preußischer Baubeamter
- Hossfeld, Stefan (* 1964), deutscher Schauspieler und Regisseur
- Hoßfeld, Uwe (* 1966), deutscher Biologiehistoriker, Biologiedidaktiker und Publizist
- Hoßfeld-Bader, Astrid (* 1939), deutsche Rollkunstläuferin
- Hossiep, Heinrich (1898–1975), deutscher Politiker (SPD), MdL
- Hossiep, Rüdiger (* 1959), deutscher Personalpsychologe
- Hossinger, Karl (1904–1985), deutscher Landespolitiker (KPD/SED)
- Hößl, Manfred (* 1955), deutscher Kirchenmusiker und Herausgeber
- Hößl, Max (1928–2006), deutscher Politiker (SPD), MdL Bayern
- Hössle, Friedrich von (1856–1935), deutscher Papierhistoriker
- Hößler, Albert (1910–1942), deutscher Widerstandskämpfer
- Hößler, Elias (1663–1746), süddeutscher Orgelbauer
- Hößler, Franz (1906–1945), deutscher SS-Führer in KonzentrationslagernFranz Hößler (1906–1945)

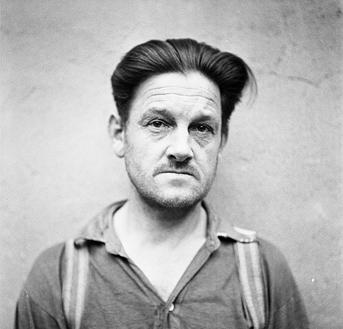
Franz Hößler (1906–1945)

- Hößler, Joachim (1923–1987), deutscher Chirurg und Medizinalrat
- Hossli, Adrian (* 1943), Schweizer Künstler und Ausstellungsinitiator
- Hössli, Heinrich (1784–1864), Schweizer Putzmacher und Schriftsteller
- Hößlin, Gustav von (1854–1925), deutscher Arzt
- Hößlin, Hans von (1880–1947), deutscher Generalleutnant im Zweiten WeltkriegHans von Hößlin (1880–1947)

Hans von Hößlin (1880–1947)

- Hößlin, Hans-Jürgen von (* 1937), deutscher Flottillenadmiral der Deutschen Marine
- Hößlin, Hubert von (1882–1968), deutscher Generalmajor, Archivar, Militärautor
- Hößlin, Julius von (1802–1849), griechischer Bankier
- Hößlin, Konstantin von (1844–1920), griechischer Politiker
- Hößlin, Moritz von (1858–1927), bayerischer Generalleutnant
- Hößlin, Richard von (1853–1930), bayerischer Generalleutnant
- Hößlin, Roland von (1915–1944), deutscher Offizier und Widerstandskämpfer gegen den Nationalsozialismus
- Hößlin, Rudolf von (1858–1936), deutscher Arzt und Neurologe
- Hößlin, Sebastian Balthasar von (1759–1845), Stadtbaumeister der Stadt Augsburg
- Hößlin, Silvester von (* 1978), deutscher Schauspieler und Sprecher
- Hößlinger, Anton (1875–1959), deutscher Bahnpostinspektor
- Hoßmang, Thomas (* 1966), deutscher Fußballspieler und -trainer
- Hossmann, Gianluca (* 1991), Schweizer Fussballspieler
- Hossmann, Herbert (1942–2024), deutscher Verleger, Kunstsammler, Kurator und Nachlassverwalter
- Hossmann, Konstantin-Alexander (* 1937), deutscher Neurologe
- Hossn, Munir (* 1981), brasilianischer Fusionmusiker (Bass, Komposition, Arrangement)
- Hossner, Ernst-Joachim (* 1961), deutscher Sportwissenschaftler und Hochschullehrer
- Hossner, Florian (* 1982), deutscher Handballspieler
- Hoßner, Josef (1874–1935), sudetendeutscher Lehrer und Heimatforscher
- Hosson, Fridericus Carolus de (1718–1799), niederländischer Porträt- und Historienmaler
- Hoßtrup, Egmont von (1813–1876), Verleger und Theaterintendant
- Hoßtrup, Gerhard von (1771–1851), Gründer der Hamburger Börsenhalle
- Hossu, Basil (1866–1916), rumänischer Priester, Bischof von Gherla, Bischof von Lugoj
- Hossu, Emil (1941–2012), rumänischer Schauspieler
- Hossu, Iuliu (1885–1970), rumänischer Kardinal und Bischof von Gherla
- Hossu, Vasile (1919–1997), rumänischer Priester, Bischof von Großwardein
- Hosszú, Katinka (* 1989), ungarische SchwimmerinKatinka Hosszú (* 1989)

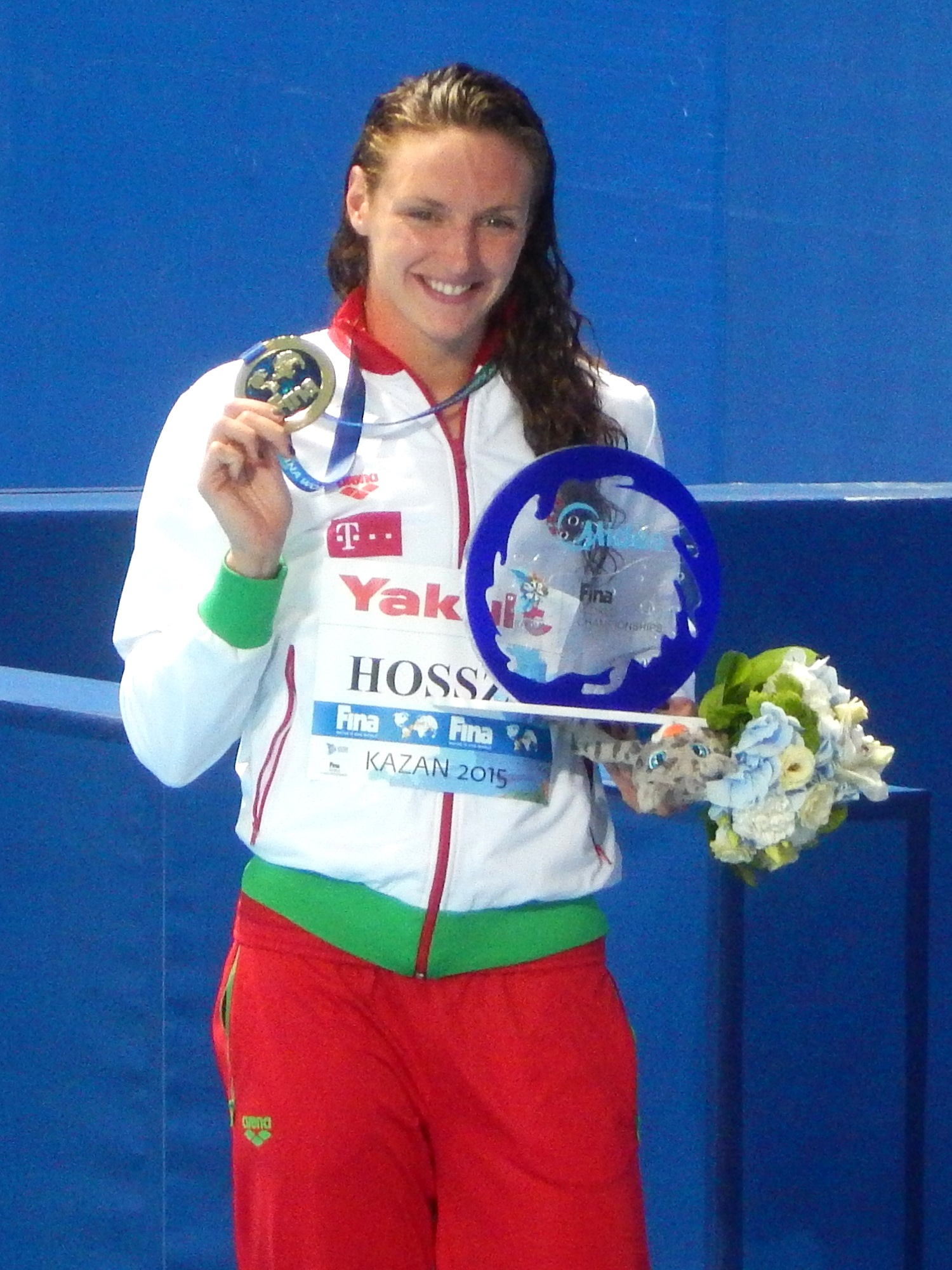
Katinka Hosszú (* 1989)

### Host
- Høst, Anders (* 1991), norwegischer Skilangläufer
- Høst, Jens Kragh (1772–1844), dänischer Historiker
- Høst, Line Flem (* 1995), norwegische Seglerin
- Høst, Marianne (1865–1943), dänische Künstlerin, Porzellanmalerin und Keramikerin
- Host, Matthäus (1509–1587), deutscher Gräzist und Hochschullehrer
- Host, Michel (1942–2021), französischer Schriftsteller
- Host, Nicolaus Thomas (1758–1834), österreichischer Botaniker
- Høst-Heyerdahl, Gerd (1915–2007), norwegische Schauspielerin, Schriftstellerin und Professorin
- Høst-Madsen, Erik (1882–1974), dänischer Apotheker
- Hostache, Emmanuel (1975–2007), französischer Bobfahrer
- Hostage, Gilmary M. (* 1955), US-amerikanischer General (U.S. Air Force)
- Hostak, Al (1916–2006), US-amerikanischer Boxer
- Hosták, Martin (* 1967), tschechischer Eishockeyspieler
- Hostáková, Olga (* 1975), tschechische Tennisspielerin
- Hostasch, Eleonora (* 1944), österreichische Politikerin (SPÖ), Landtagsabgeordnete, Abgeordneter zum Nationalrat
- Hoste Ferrer, Claudia (* 1998), spanische Tennisspielerin
- Hoste, Frank (* 1955), belgischer Radrennfahrer
- Hoste, Leif (* 1977), belgischer Radrennfahrer
- Hostelet, Georges (1875–1960), belgischer Chemieingenieur, Statistiker, Sozialwissenschaftler und Philosoph
- Hosten, Carlon (* 1999), Sprinter aus Trinidad und Tobago
- Hosten, Jennifer (* 1947), kanadische Diplomatin und erste farbige Miss World
- Hosten, Norbert (* 1957), deutscher Radiologe und Hochschullehrer an der Ernst-Moritz-Arndt-Universität Greifswald
- Hoster, Hans (* 1933), deutscher Generalmajor
- Hoster, Joseph (1910–1969), deutscher Priester und Kunsthistoriker
- Hoster, Maria Heinrich (1835–1890), deutscher Retuscheur, Kölner Mundartdichter, Karnevalist und Vortragsredner
- Hoster, Stefanie (* 1954), deutsche Moderatorin, Regisseurin und Autorin
- Hösterey, Walter (1888–1966), deutscher Verleger und Schriftsteller
- Hostert, Jasmina (* 1982), deutsche Politikerin (SPD)
- Hostert, Walter (1926–2008), deutscher Politiker (CDU)
- Hostetler, Abraham J. (1818–1899), US-amerikanischer Politiker
- Hostetler, Jeff (* 1961), US-amerikanischer Footballspieler
- Hostetmann, Mirjam (* 1999), Schweizer Politikerin (Juso/SP)
- Hostetter, Jacob (1754–1831), US-amerikanischer Politiker
- Hostetter, Joe, US-amerikanischer Jazz-Musiker (Trompete, Gesang)
- Hostettler, Andreas (* 1968), Schweizer Politiker (FDP)
- Hostettler, Diego (* 1980), Schweizer Techno-DJ und Musikproduzent
- Hostettler, Emil (1887–1972), Schweizer Architekt
- Hostettler, John (* 1961), US-amerikanischer Politiker
- Hostettler, Juerg (* 1973), Schweizer Regisseur, Drehbuchautor und Produzent
- Hostettler, Nadine (* 1959), Schweizer Journalistin und Schriftstellerin
- Hostettler, Rudolf (1919–1981), Schweizer Typograf
- Hostettler, Sarah (* 1983), Schweizer Schauspielerin
- Hostettler, Stephan (* 1966), Schweizer Unternehmensberater
- Hostettler, Urs (* 1949), Schweizer Autor, Liedermacher und SpieleerfinderUrs Hostettler (* 1949)

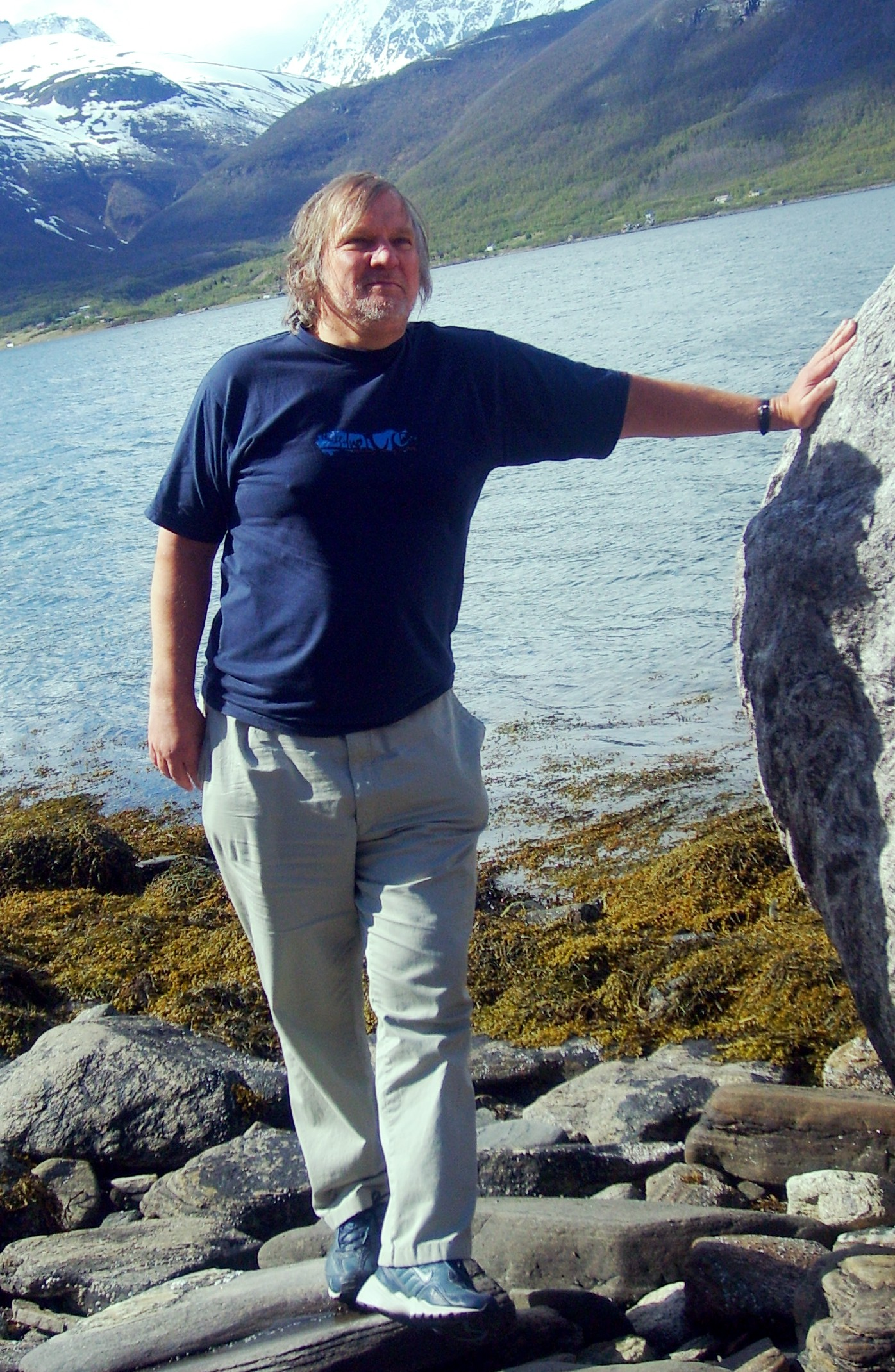
Urs Hostettler (* 1949)

- Hostikka, Santeri (* 1997), finnischer Fußballspieler
- Hostikka, Ville (* 1985), finnischer Eishockeytorwart
- Hostilia, Quarta († 180 v. Chr.), vermutliche Giftmörderin
- Hostilian († 251), römischer Kaiser
- Hostilius Flavianus, Gaius, römischer Ritter (Kaiserzeit)
- Hostilius Mancinus, Aulus, römischer Politiker, Konsul 170 v. Chr.
- Hostin, Daniel Henrique (1890–1973), brasilianischer Ordensgeistlicher, römisch-katholischer Bischof von Lages
- Hostin, Louis (1908–1998), französischer Gewichtheber
- Hostinský, Otakar (1847–1910), tschechischer Ästhetiker und Musikwissenschaftler, Literaturkritiker und Kunsttheoretiker
- Hostmann, Carl (1799–1858), deutscher Bankier und Unternehmer
- Hostmann, Christian (1801–1873), deutscher Kaufmann, Unternehmer und Privatbankier; Besitzer der Farbenfabrik Christian Hostmann
- Hostnig, Heinz (1924–1996), deutscher Hörspielregisseur
- Hostos, Eugenio María de (1839–1903), puerto-ricanischer Schriftsteller und Pädagoge
- Hostovský, Egon (1908–1973), tschechisch-jüdischer Schriftsteller
- Hostrup, Jens Christian (1818–1892), dänischer Schriftsteller
- Hostun, Joseph d’ († 1755), französischer Adliger und Offizier
- Hostus Lucretius Tricipitinus, römischer Konsul
- Hostyn, Sasha (* 1993), kanadische E-SportlerinSasha Hostyn (* 1993)

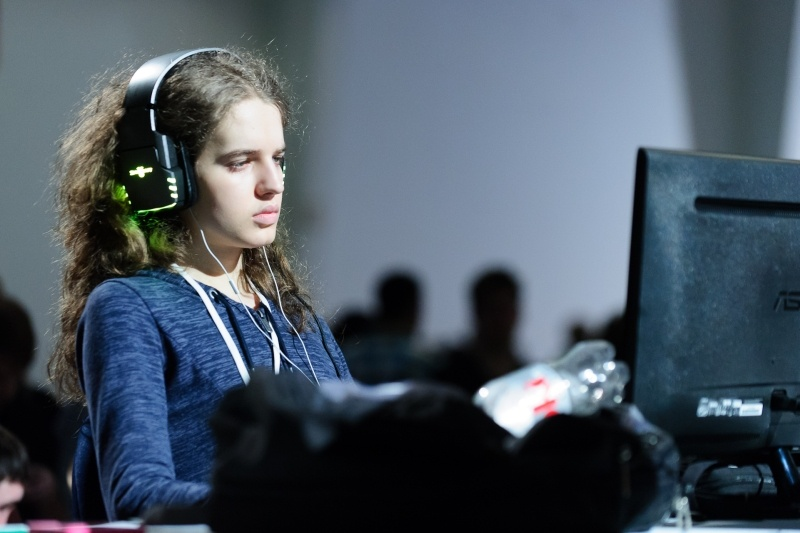
Sasha Hostyn (* 1993)

### Hosu
- Hosu, Sebastian (* 1988), rumänischer Maler
- Hosung, Helmut (1940–2017), deutscher Fußballspieler

### Hosy
- Hoşyar Kadın, fünfte Gemahlin des osmanischen Sultans Mahmud II.